# Unión Deportiva Almería
La Unión Deportiva Almería es un club de fútbol de la ciudad de Almería, en la provincia de Almería, España. Se fundó el 26 de julio de 1989 bajo la denominación de Almería Club de Fútbol y adoptó la actual denominación en el año 2001, en lo que supuso únicamente un cambio de siglas, pues el club es el mismo al mantener su número federativo original desde 1989. En la actualidad juega en la Segunda División de España.
Es el 26.º equipo con más simpatizantes de España (0,3%) según la encuesta del CIS de mayo de 2007. Además, en el año 2009, el Almería llegó a ocupar la posición número 271 de la clasificación de todos los equipos del mundo que realiza la IFFHS anualmente. Por otro lado, el club ocupa actualmente la 38.ª posición en la Clasificación histórica de Primera División; ha cosechado 280 puntos en las ocho temporadas que ha estado en Primera División hasta la fecha.
En cuanto a logros deportivos, la U.D. Almería ha vivido sus años más exitosos a partir del siglo XXI. Ascendió a Primera División en la temporada 2006-2007 y permaneció seis temporadas (cuatro de ellas de manera consecutiva) en ella. Además alcanzó unas semifinales de Copa del Rey en el año 2011; fue eliminado por el Fútbol Club Barcelona y quedó a las puertas de la que podría haber sido la primera final de su historia. En la temporada de su debut en la Primera División de España (2007/08) logró su mejor resultado histórico en Primera División (8.º): acabó en puestos de clasificación a la Copa Intertoto de la UEFA, que finalmente no disputó al no haber inscrito el expresidente Alfonso García Gabarrón al equipo en dicho torneo.
El 17 de agosto de 2019, el VAR se usó por primera vez en la Segunda División de España. Dicho hecho histórico se dio en el partido que enfrentó a la Unión Deportiva Almería y al Albacete Balompié correspondiente a la primera jornada de liga de la temporada 2019-20. El árbitro concedió un penalti a favor del conjunto almeriense que no había señalado en un primer momento y que supuso el 1-0 de un partido que acabó con un abultado y merecido 3-0 a favor del equipo indálico.
El día 2 de septiembre de 2019, la U.D. Almería se convirtió en el primer equipo en implementar "SMARTABASE" en España. Dicho avanzado sistema se utiliza en la actualidad en diferentes deportes por algunos de los equipos más importantes y prestigiosos del mundo, como, por ejemplo, el Liverpool FC y Los Angeles Lakers entre otros.
El día 10 de diciembre de 2019, la U.D. Almería hizo historia al convertirse en el primer equipo de fútbol de España en incorporar en su estadio una doble valla de publicidad equipada con la innovadora tecnología "U Televisiva", un sistema pionero que permite mostrar anuncios diferentes en la retransmisión televisiva y en el estadio en tiempo real.
Su equipo filial, llamado Unión Deportiva Almería B, se fundó en 1997 y, en la actualidad, compite en el Grupo IX de la Tercera División de España. El club también cuenta con una sección femenina, llamada Unión Deportiva Almería Femenino, que se fundó en el año 2018 y en la actualidad compite en el Grupo IV de la Primera Nacional Femenina de España. Además, desde el año 2018 el club también cuenta con representación en LaLiga GENUINE Santander, en concreto con su equipo U.D. Almería Genuine; es uno de los únicos 30 clubes de España con representación en dicha competición.

## Historia

### Historia del fútbol en Almería
Los orígenes de un club de fútbol de Almería se remontan a 1909, año en el que se fundó el primer club de fútbol representativo de la ciudad de Almería, el Almería Foot-Ball Club. Desde ese momento múltiples clubes aparecen y desaparecen intentando consagrarse en la capital almeriense, desafortunadamente sin éxito.
Los primeros vestigios de la actual U.D. Almería se encuentran en tres clubes ampliamente conocidos en Almería: el C.D. Ferroviario, fundado en 1931, el C.D. Náutico, fundado en 1945 como C.D. Moto Aznar, y la A.D. Almería, fundada en 1971. En 1942 el C.D. Ferroviario cambió su nombre por Almería C.F. y, posteriormente, el día 26 de febrero de 1947, el Almería C.F. se fusionó con el C.D. Náutico para formar la Unión Deportiva Almería. Más tarde, esta primera U.D. Almería pasó a denominarse Club Atlético Almería, en concreto en octubre del año 1953. Desafortunadamente para la entidad, el Club Atlético Almería acabó desapareciendo en 1960.
Once años más tarde, en 1971, nació la Agrupación Deportiva Almería, equipo que militó durante dos temporadas en Primera (79-80 y 80-81). Tras estas, el equipo encadenó dos descensos consecutivos (de Primera a Segunda, y de Segunda a Segunda B) y desapareció en 1982. Un año más tarde, en 1983, se fundó el Club Polideportivo Almería y seis años después nació la actual U.D. Almería bajo el nombre de Almería C.F.. Esto dividió a los aficionados almerienses entre aficionados a un equipo u otro. Posteriormente, en el año 2001 las autoridades y personalidades almerienses y del Almería C.F. buscaron una solución a esta división, que sabían peligrosa para los intereses del fútbol almeriense, y aprovechan la retirada de la competición y posterior desaparición del Club Polideportivo Almería para cambiar la denominación del Almería C.F. a la actual "U.D. Almería" (Unión Deportiva Almería) buscando por fin la tan ansiada unidad del fútbol en Almería, que tan buenos frutos ha dado a lo largo de las últimas décadas. No obstante, cabe mencionar que este hecho se explicó a la sociedad almeriense como una fusión, pero no lo fue en absoluto, ya que el Club Polideportivo Almería volvió a la competición en 2003 y posee un número federativo diferente al de la U.D. Almería. No obstante, tras la retirada del Club Polideportivo Almería en 2001, algunos miembros y jugadores se marcharon a la U.D. Almería y, además, el club indálico también disputaba sus encuentros en el histórico Estadio Municipal Juan Rojas, hechos que ponen de manifiesto que, si bien no hubo una fusión, sí hubo una "unión" del fútbol almeriense.

### Fundación del club (1989-2000)
El 26 de julio de 1989 Guillermo Blanes, empresario almeriense proveniente del fútbol sala, fundó el Almería Club de Fútbol. Nombró a Manolo García y Manolo Abad como vicepresidentes de la entidad. El club ocupó la plaza que le cedió la U.D. Pavía en Regional Preferente.
Al comienzo, el Almería jugó durante tres temporadas consecutivas en la Regional Preferente de Almería hasta que logró subir a Tercera División en la temporada 1991-92. Tras el ascenso logró ascender nuevamente en la temporada 1992-93 a Segunda B y consiguió uno de los principales objetivos del club, el ascenso a Segunda, en la temporada 1994-95. Esto supuso convertirse en el equipo más joven en participar en la LFP. Sin embargo, tras solo dos temporadas en la categoría de plata del fútbol español, descendió de nuevo a la 2.ª B en la 1996-97 y de nuevo a Tercera en la temporada 1998-99. Este momento supone un punto de inflexión, ya que tan solo un año después y con una plantilla compuesta en su mayoría por futbolistas almerienses, se consigue regresar a la 2.ª B en la temporada 1999-00.

### Cambio de denominación del club y ascenso a Primera División (2000-2007)

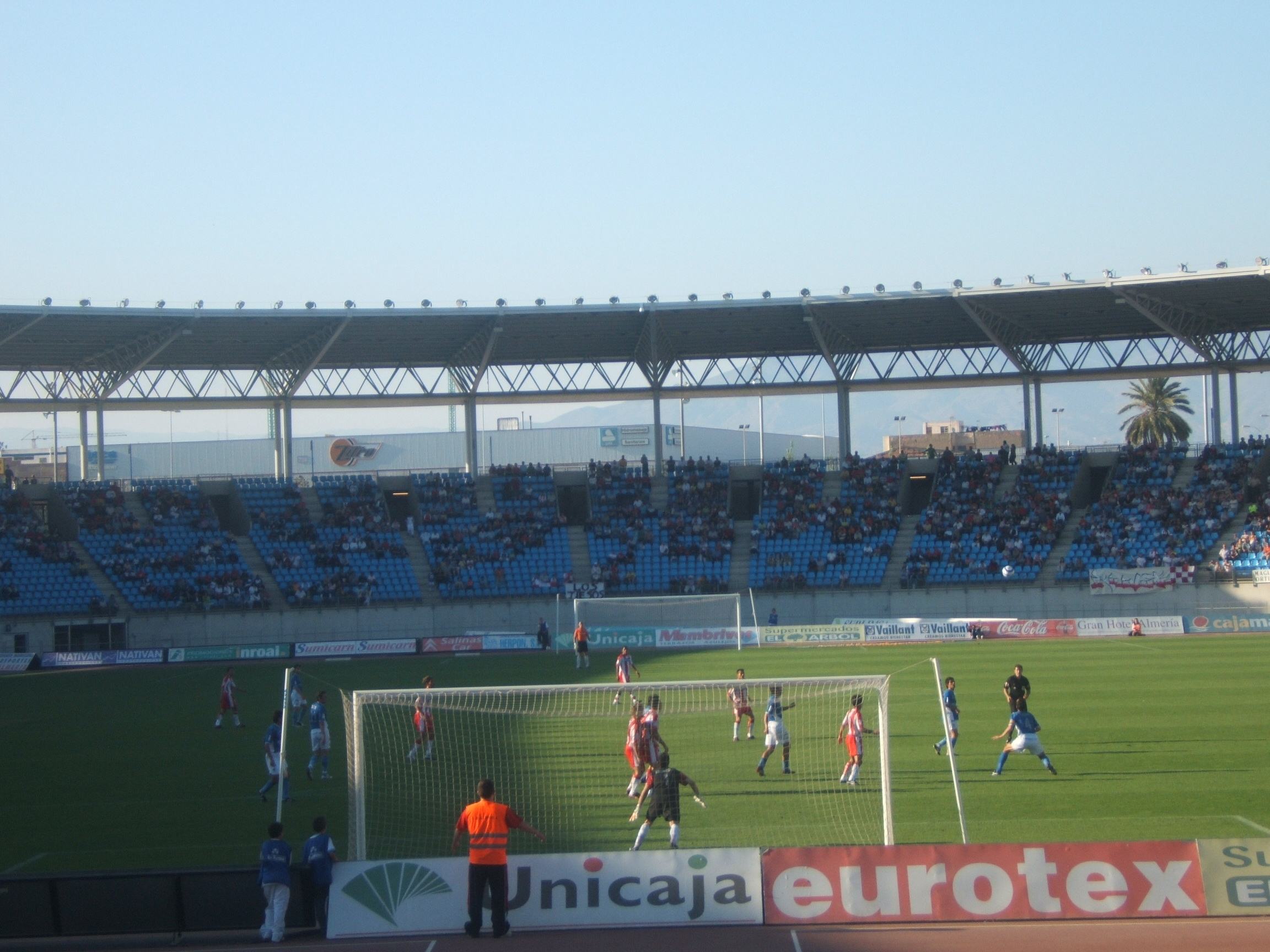
Partido contra la UE Lleida en la temporada 2004-05

La temporada del regreso a la Segunda División B de España se salda finalmente con la permanencia no sin dificultades; el equipo acaba en una modesta undécima posición.
En la Asamblea General de Socios del 28 de junio de 2001 la entidad adopta su escudo y nombre actuales (Unión Deportiva Almería).
La siguiente temporada, la 2001-02 trajo consigo la alegría de un nuevo ascenso a la Segunda División de España, nuevamente con una plantilla llena de jugadores almerienses y de almeriensistas que a la postre pasarían a la historia de este club, ya que este ascenso supuso los cimientos de los años venideros. Cabe mencionar la alineación que logró este importante logro para la entidad en aquel momento tras la victoria por 1-2 frente al Pontevedra C.F.: Barbero, Armindo, Olivares, Manu, Cervián, José Ortiz, Óscar Ventaja, Ramos, Esteban, Francisco Rodríguez y Raúl Sánchez, en la segunda parte entraron desde el banquillo Larrosa, Pía y Juanlu.
La primera temporada de esta nueva etapa en la Segunda División de España se consigue salvar con la permanencia pasando apuros hasta el final. La siguiente, por el contrario, ofreció dos caras bien distintas: de equipo revelación, a candidato al descenso de categoría, pero el equipo siguió luchando hasta conseguir la permanencia de nuevo con ciertos problemas. La tercera temporada consecutiva en la Segunda División de España supone la consolidación en la categoría, aunque no de manera muy holgada, pero que posibilita que la campaña siguiente se produzca un salto de nivel y que el equipo ocupe los puestos altos de la clasificación con posibilidades de ascenso hasta casi el final de la liga.

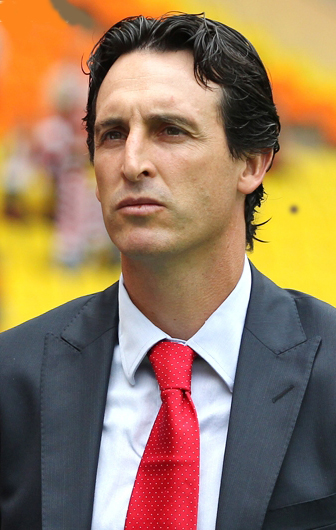
Unai Emery Etxegoien, tras el ascenso, logró el mejor puesto de la historia de la U.D. Almería en Primera División, 8.º.

En la temporada 2004-05, cabe mencionar un hecho simbólico dentro del seno almeriensista con el mítico jugador rojiblanco Cervián como protagonista de una curiosa anécdota sucedida durante el encuentro de Segunda División que enfrentó a la U.D. Almería y al U.E. Lleida en el Estadio de los Juegos Mediterráneos. En el minuto 76 de encuentro, Valerio, el carismático cancerbero almeriensista fue expulsado tras cometer penalti al realizar una entrada sobre un jugador del U.E. Lleida. En aquel momento el Almería ya había realizado sus tres cambios, de modo que Cervián se enfundó los guantes de Valerio dispuesto a disputar el cuarto de hora restante de partido. Ante la atónita mirada de los espectadores de aquel encuentro, Cervián, que ejercía como guardameta, no solo fue capaz de detener de forma heroica el penalti provocado por Valerio, sino que logró realizar otras dos intervenciones de mérito, una de ellas especialmente destacable, ya que fue capaz de realizar una espectacular parada en un mano a mano contra Albert Crusat, jugador que fichó por el club indálico en la siguiente temporada y que se convirtió en otra leyenda del conjunto almeriensista. Cabe mencionar que posteriormente la acción del penalti detenido pasaría a ser conocida, sobre todo en Almería, como la "Mano de Dios".
Finalmente, tras una quinta temporada consecutiva en la Segunda División de España se alcanza de la mano de Unai Emery, y de manera espectacular, el sueño del ascenso a la Primera División de España. Este hito se hizo oficial el día 19 de mayo del año 2007 de forma matemática y a falta de cuatro jornadas para el final de la competición tras vencer por 3-1 a la S.D. Ponferradina.
El equipo que logró este triunfo y por tanto el ascenso en esta marcada fecha para la afición almeriensista estuvo formado por los siguientes jugadores: Westerveld, Bruno Saltor, Carlos García, Acasiete, Domingo Cisma, Soriano, Cabrera, José Ortiz, Mané, Kalu Uche y Míchel. Además, desde el banquillo salieron en la segunda parte Corona, Mario Bermejo y Laurent de Palmas.

### El Almería en Primera División y las semifinales de Copa del Rey de 2011 (2007-2011)

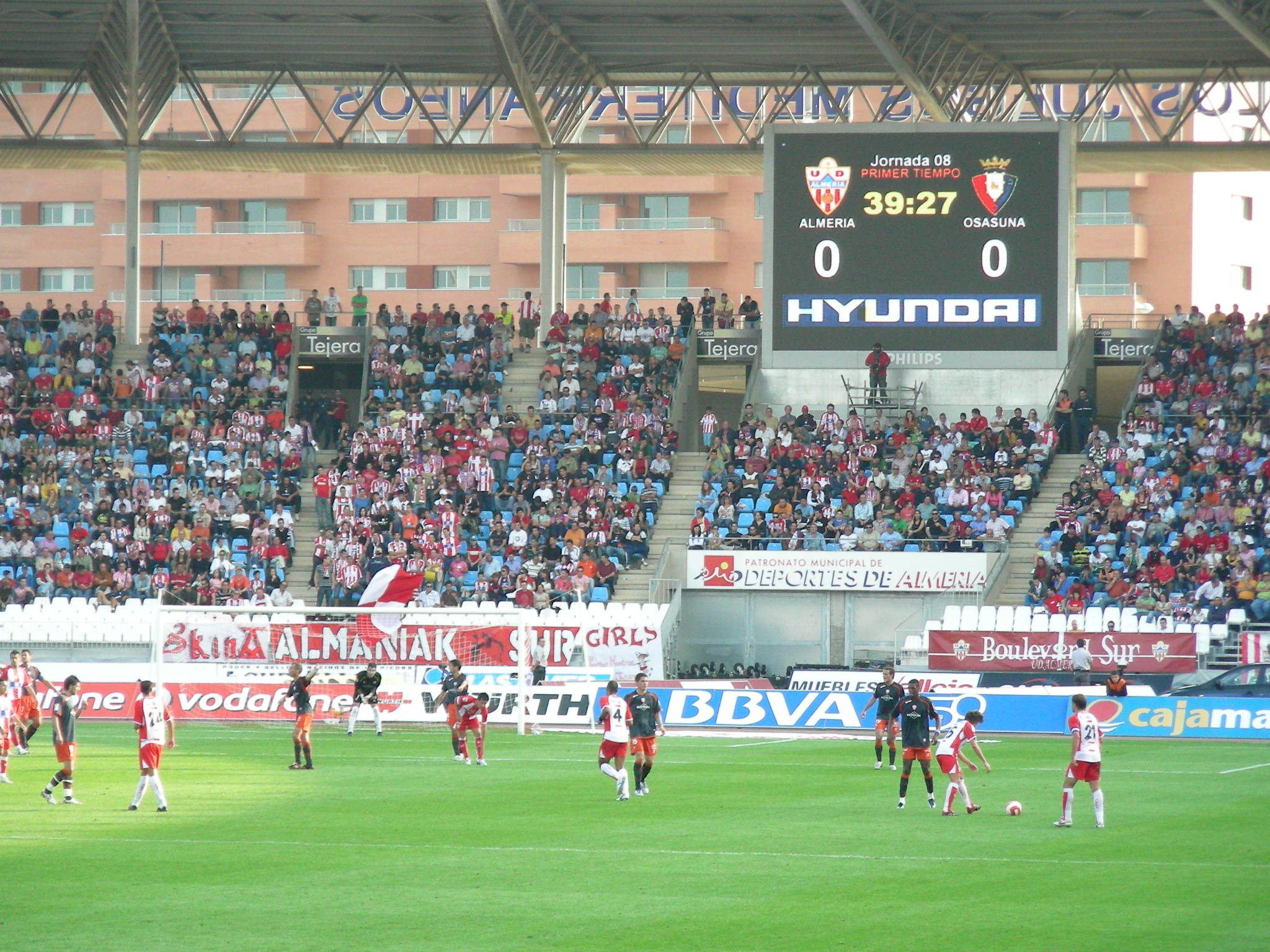
Partido de Primera División, Temporada 07/08 en el Estadio de los Juegos Mediterráneos entre Almería y Osasuna.

En su primera temporada en Primera División, la 2007/08, logró cuajar una excelente campaña gracias a la actuación de Álvaro Negredo, que fue el máximo goleador. Destacan la victoria en Riazor el día de su debut por 0-3 (colocándose 2.º temporalmente), la goleada por 1-4 al Sevilla en el Sánchez Pizjuán y el triunfo por 2-0 frente al Real Madrid en el Estadio de los Juegos Mediterráneos. Consiguió la permanencia matemática al empatar 1-1 contra el Betis, a falta de tres jornadas para terminar el campeonato, sin haber pasado por los puestos de descenso en toda la temporada y, finalmente, quedó octavo en la tabla clasificatoria, la segunda mejor clasificación de la historia de la liga de un equipo recién ascendido. De hecho, tuvo la oportunidad de jugar la Copa Intertoto de la UEFA, pero finalmente no lo hizo al no inscribirse a la competición en el tiempo estipulado. Ese mismo año solo fue superado por la Juventus como mejor novato.
La siguiente temporada, la 2008/09, no puede comenzar mejor: el Almería gana al Athletic Club por 1-3 en La Catedral. El Diario Marca, en su crónica del partido, afirmaba que "El Almería saca los colores al Athletic". Sin embargo, el juego del equipo y los resultados no siguieron siendo buenos, por lo que el 21 de diciembre de 2008, después de solo 6 puntos de 30 posibles, el por aquel entonces presidente de la U.D. Almería, Alfonso García Gabarrón, decide destituir a Gonzalo Arconada. El 22 de diciembre del mismo año se anuncia que el nuevo entrenador es el mexicano Hugo Sánchez, el cual realiza una extraordinaria segunda vuelta: logra la salvación del equipo y lo deja en un meritorio undécimo lugar. Algunos de los nombres propios de esa temporada fueron, sin duda, Pablo Piatti, Álvaro Negredo y Felipe Melo. El primero porque se convirtió en el fichaje más caro de la historia del club, que pago 7 millones de euros por él, superado por Arvin Appiah en 2019 (8,8 millones de euros); el segundo, Álvaro Negredo, porque fue el pichichi del equipo con 19 goles y uno de los máximos goleadores de La Liga y fue convocado por la Selección Española; y el tercero, Felipe Melo, porque se convirtió en la venta más cara de la historia del club, ya que fue vendido a la Fiorentina por 13 millones de euros, venta que posteriormente fue superada por Darwin Núñez, quien fue traspasado en septiembre de 2020 al S.L. Benfica por 24 millones de euros.
En la temporada 2009/10, Hugo Sánchez fue destituido en la jornada 15 tras un cúmulo de malos resultados que acercaron al equipo a los puestos de descenso. Le sustituyó Juan Manuel Lillo, el cual lo hizo reaccionar, lo alejó de los puestos de descenso y, finalmente, lo dejó clasificado en 13.ª posición. Sin embargo, Lillo también sería cesado; ocurrió en la jornada 12 de la siguiente temporada, la temporada 2010/11, después de perder el encuentro frente al FC Barcelona por 0-8. Esta fue la derrota más abultada en la historia de la UD Almería en Primera División. Sustituyó a Juan Manuel Lillo José Luis Oltra, entrenador procedente del CD Tenerife.
En esa misma temporada, el Almería obtuvo uno de sus mayores logros a nivel nacional: alcanzar unas semifinales de la Copa del Rey, tras vencer al Deportivo de la Coruña en cuartos de final por un resultado global de 4-2. Aunque posteriormente cayó eliminado frente al FC Barcelona, tras una mala actuación tanto en el encuentro de ida como en el de vuelta. Dicho logro se consiguió bajo las órdenes del entrenador valenciano José Luis Oltra.
Sin embargo, Oltra fue destituido el 5 de abril de 2011, tras perder frente al Athletic por 1-3 en la jornada 30. El club, considerando que aún tenía posibilidades de permanencia, fichó como entrenador a Roberto Olabe, quien tiempo atrás fue director deportivo de la entidad rojiblanca. Pero el 7 de mayo de 2011, el equipo desciende matemáticamente a Segunda División tras perder 2-0 frente al Getafe en el Coliseum Alfonso Pérez a falta de 3 jornadas para el final de la Liga.

### Retorno a Segunda División (2011-2013)

Gráfico del desempeño de la UD Almería en la liga 1929-2023

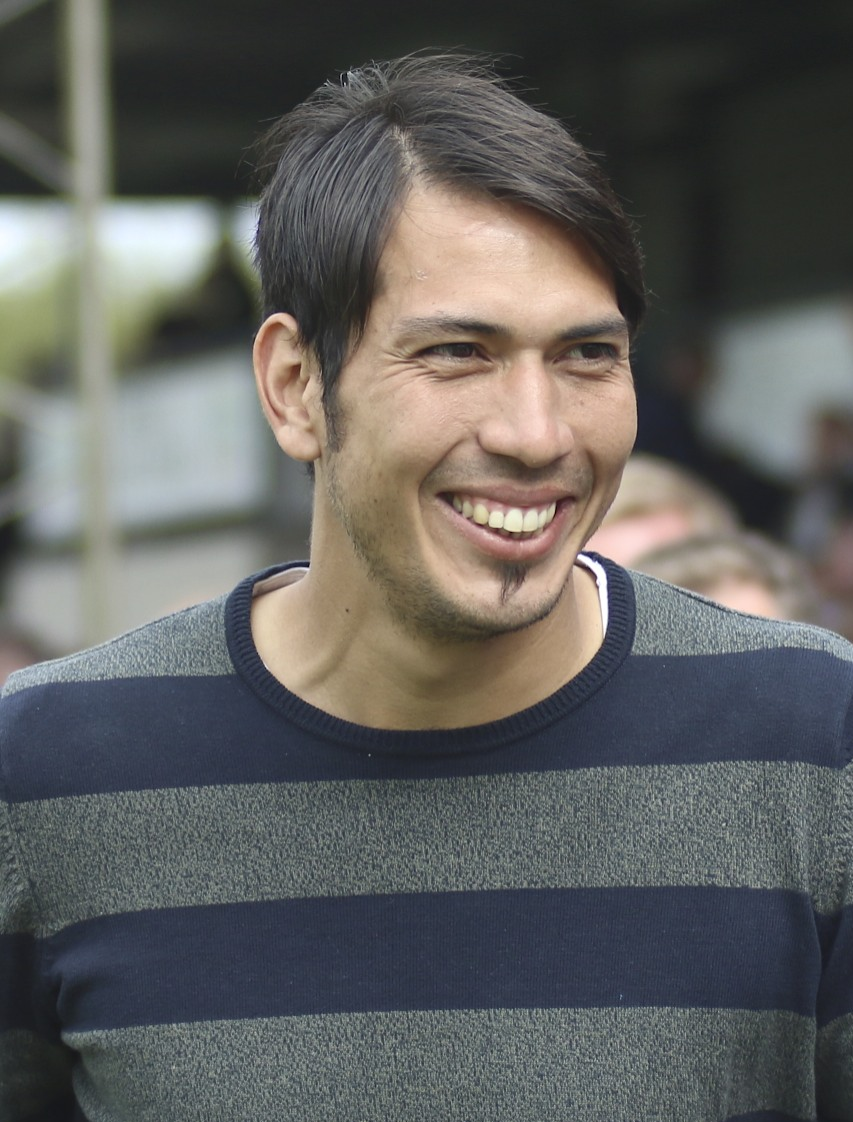
Leonardo Ulloa, jugador del Almería entre 2010 y 2013. Logró anotar 28 goles en la temporada Segunda División 2011/12, logrando ser el pichichi de la competición.

En la temporada 2011-12 el Almería retorna a Segunda División tras su periplo de cuatro temporadas consecutivas en Primera División. El día 1 de junio de 2011 la U.D. Almería anuncia que el entrenador elegido para sustituir a Roberto Olabe es el joven preparador argentino Luis Zubeldía, sin embargo la RFEF no le concedió la licencia para entrenar en España, ya que no había entrenado 3 temporadas completas en su país de origen. De este modo, el Almería se decantó finalmente por el granadino Lucas Alcaraz, un entrenador muy conocido en el fútbol español y que ya había entrenado al club almeriensista en el pasado, de este modo, el técnico granadino regresaba a la capital almeriense 13 años después.
El arranque de temporada del equipo es sobresaliente y se logra alcanzar el liderato en la jornada 7. Fue el único equipo de la categoría sin perder ningún encuentro en todas las jornadas disputadas hasta ese momento. Sin embargo, el equipo entraría en una fase irregular y, tras caer hasta el quinto puesto al encadenar 6 jornadas sin ganar, el técnico granadino fue destituido la noche del 3 de abril de 2012 tras ver peligrar el consejo del club el objetivo del ascenso a Primera División. El sustituto elegido para reemplazar a Lucas Alcaraz fue Esteban Vigo, quien trató de frenar la mala racha y consolidar la posición en puestos de playoffs de ascenso en los 11 partidos restantes, pero finalmente y a pesar del buen trabajo realizado durante los encuentros restantes, no pudo lograr el objetivo y el equipo finalizó 7.º, a un solo punto del playoff. Cabe mencionar que en la última jornada, y a pesar de la victoria del Almería, el "Biscotto" protagonizado por R.C. Celta de Vigo y el Córdoba C.F., quienes arreglaron un empate entre ambos, evitó que el Almería pudiese acceder a los playoffs, mientras que supuso el ascenso directo a Primera División por parte del R.C. Celta de Vigo y la clasificación para los playoffs de ascenso por parte del Córdoba C.F.
La siguiente temporada supuso cambios importantes en la U.D. Almería. El día 11 de junio de 2012 el club indálico anuncia que Javi Gracia sería el nuevo entrenador para la temporada 2012-13. También se anuncian durante los días de mercado de verano y de invierno la llegada de importantes futbolistas como Iago Falqué, Aleix Vidal, Javier Casquero y el delantero Charles Dias, quien a la postre se convirtió en el máximo goleador de Segunda División en esa temporada y en una pieza absolutamente clave para el equipo. El conjunto rojiblanco comenzó de manera fulgurante: se encaramó rápidamente a los puestos de ascenso a Primera División. Terminó el equipo almeriense la primera vuelta en tercera posición y con 38 puntos cosechados; sin embargo, la segunda vuelta fue algo más irregular y, como en la temporada anterior, en la fase final el equipo se mostró menos sólido y llegó a caer hasta la 5.ª posición apenas 5 partidos antes del final de liga. No obstante, el Almería fue capaz de hacerse con la victoria en 4 de esos últimos 5 encuentros, terminó la Liga regular en 3.er puesto y se clasificó para los playoffs de ascenso. Ya en el playoff el Almería se enfrentó en el primer partido a la U. D. Las Palmas, a quien derrotó tras un 1-1 en la ida y un 2-1 en la vuelta. Finalmente el Almería se enfrentó al Girona C.F. en la final de los playoffs, en la ida el conjunto indálico se impuso al catalán por 1-0 y, finalmente, el día 22 de junio de 2013, el Almería asciende a Primera División tras derrotar por un contundente 3-0 al Girona C.F. en el Estadio de los Juegos Mediterráneos, desatando la euforia en los más de 15.000 espectadores que llenaban el estadio y provocando una espectacular invasión de campo y, por supuesto, la celebración durante la noche de toda la ciudad de Almería.

### Regreso a Primera División, Francisco Rodríguez y Teerasil Dangda (2013-2015)

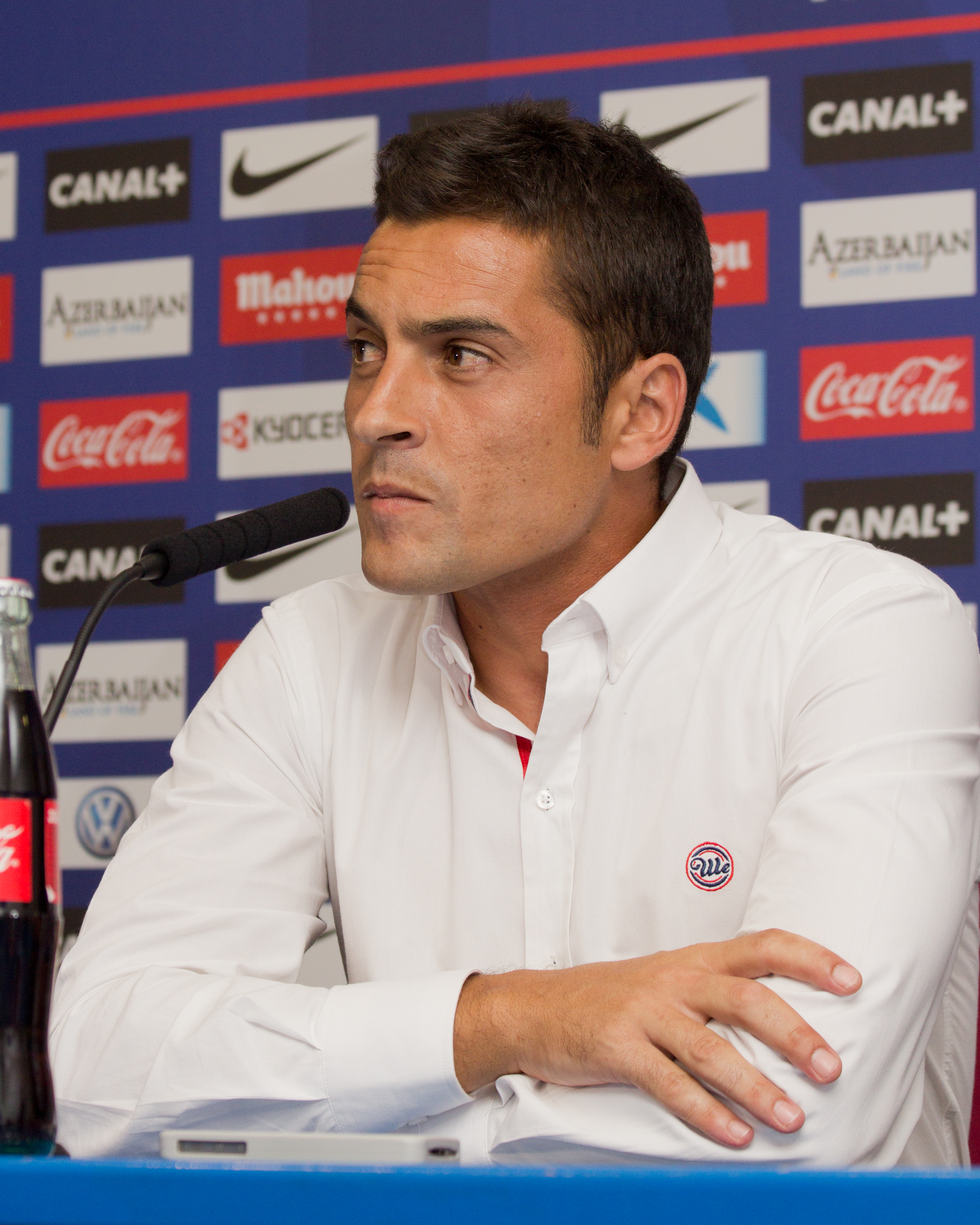
Francisco Rodríguez como entrenador del Almería en Primera División durante la temporada 13/14 en la que logró la permanencia.

Tras la consecución del ascenso a primera división, el Almería vuelve a estar entre los grandes de España. Sin embargo, la euforia de los aficionados indálicos pronto se convierte en preocupación al saltar la noticia de que el expresidente Alfonso García decide no renovar al entrenador Javi Gracia tras conseguir el ascenso con el club rojiblanco. Tras esto, el hoy expresidente Alfonso García toma la decisión de hacer entrenador de la U.D. Almería al almeriense y hasta el momento entrenador del filial Francisco Rodríguez Vílchez, el que es unos de los jugadores más reconocibles e importantes de la historia del Almería, además de ser el 5.º máximo goleador histórico del conjunto almeriensista. A pesar de la llegada de algunos refuerzos de futbolistas jóvenes y prometedores, como por ejemplo Suso Fernández, (cedido por el Liverpool FC), el equipo parte con una base muy débil, ya que más de la mitad del equipo titular es la base del año anterior en segunda división. Este hecho lleva al equipo rojiblanco a no lograr la victoria durante las primeras 10 jornadas de liga; sin embargo, Francisco Rodríguez es capaz de enderezar la situación y finalmente logra la permanencia más épica de la historia del club, calificada por algunos medios de comunicación como "salvación milagrosa".
La segunda temporada con el técnico almeriense Francisco Rodríguez al mando del conjunto almeriensista comienza sin apenas cambios respecto al agónico año anterior. El expresidente Alfonso García decide dar continuidad al proyecto del año anterior, un proyecto que ya había demostrado claras flaquezas y debilidades. El equipo comienza de manera aceptable, aunque pronto se dan una serie de malos resultados que llevan al equipo a la zona media-baja de la tabla de la clasificación. En la jornada 14.ª, tras la derrota por 5 goles a 2 frente a la S.D. Eibar el hoy expresidente Alfonso García decide despedir al entrenador Francisco Rodríguez de manera sorpresiva, ya que el equipo estaba fuera de los puestos de descenso a Segunda División, siendo el objetivo la permanencia. Esta decisión es ampliamente protestada y criticada por la afición almeriensista, que muestra su descontento con el expresidente Alfonso García en los encuentros posteriores al cese del técnico almeriense. Se mostró incluso una pancarta de apoyo al entrenador desde el sector de Grada Joven. Tras el despido de Francisco Rodríguez tomó el mando del primer equipo como entrenador interino Miguel Rivera Mora, quien dirigió un único encuentro, tras el cual llega el entrenador Juan Ignacio Martínez que dirigió al equipo durante 14 jornadas antes de ser también destituido para contratar al técnico barcelonés Sergi Barjuan, el cual a pesar de unos más que buenos nueve últimos partidos y un notable trabajo, no consiguió la permanencia y se confirmó el descenso de la U.D. Almería a segunda división en la última jornada frente al Valencia C.F..
Cabe mencionar que durante esta temporada, el Almería realizó el fichaje de la estrella de fútbol tailandés Teerasil Dangda procedente del Muangthong United. Fue en concreto una cesión por un año, la cual hizo oficial el club almeriensista el día 5 de febrero de 2014, aunque sin embargo, Teerasil llegaría al conjunto de la Costa de Almería el día 9 de junio de ese mismo año. El fichaje de Teerasil Dangda supuso una enorme expectación en Tailandia, de hecho, durante la temporada 2014-15 fue habitual ver a aficionados del sureste asiático en el Estadio de los Juegos Mediterráneos así como a diferentes canales de televisión tailandeses. A lo largo de los meses, la redes sociales de la U.D. Almería fueron inundadas por decenas de miles de seguidores y fanes de Teerasil Dangda. Tal fue la expectación levantada en Tailandia que la U.D. Almería disputó su pretemporada veraniega en el país asiático, en concreto se trató de una gira de 12 días, entre el 28 de julio y el 8 de agosto de 2014. Durante esta gira disputó dos partidos, uno en Bangkok frente al equipo de procedencia de Teerasil, el Muangthong Unitedy y otro en la Isla de Phuket frente al Phuket F.C.
En el plano meramente deportivo, Teerasil Dangda no rindió conforme a las grandes expectativas creadas; de hecho, el jugador tailandés apenas llegó a disputar 6 partidos de Liga y 4 de Copa del Rey y jugó tan solo en tres ocasiones como titular, ambas en la Copa del rey. Teerasil debutó en la máxima categoría española el 23 de agosto de 2014, sustituyendo a Fernando Soriano en el minuto 65 de un partido que finalizó en empate en casa por 1-1 contra el R. C. D. Espanyol, este hecho supuso a Teerasil convertirse en el primer futbolista tailandés en disputar un partido de la Primera División de España. Posteriormente, el día 5 de diciembre de 2014 Teerasil marcó su primer y único gol con la camiseta rojiblanca, en concreto hizo el segundo gol en la victoria por 4-3 a domicilio frente al Real Betis en la Copa del Rey 2014-15.
El día 20 de enero de 2015, Teerasil Dangda llegó a un acuerdo con la entidad almeriense para finalizar su cesión. Una vez oficializada su marcha del fútbol español, regresó a su club de origen, donde volvió a rendir a un gran nivel y fue nuevamente una pieza muy importante para el Muangthong United, con quien ganó la la Liga tailandesa del 2016.

### De nuevo en Segunda División, años difíciles y el adiós de Alfonso García (2015-2019)
El técnico Sergi Barjuan continúa al frente en la temporada 2015-16 como entrenador de la U.D. Almería pese al descenso. En el mercado de verano se realizan 11 fichajes y se suben a 5 jugadores del filial. Fichajes como los de Pozo del Manchester City o Chuli del Real Betis despertaron una gran ilusión en Almería por volver a Primera División; de hecho, el número de abonados fue de 10 832, que descendió en apenas 200 abonados respecto al año anterior en Primera División. Sin embargo, el inicio de la temporada no es el esperado y Sergi Barjuan es destituido como técnico de la U.D. Almería. Tras su destitución se contrata a Joan Carrillo como nuevo entrenador. Joan Carrillo permanece al mando del conjunto almeriensista durante 10 partidos en los que no consigue ninguna victoria, tras lo cual es destituido. Se hizo cargo del equipo Miguel Rivera de manera interina hasta la llegada del nuevo entrenador; Néstor Gorosito, un viejo pretendido por el expresidente Alfonso García que no terminó en la U.D. Almería en temporadas anteriores y que finalmente recaló en tierras almerienses. A pesar de demostrar valía para el puesto, a falta de 4 jornadas para el final y con el equipo rondando el descenso, Alfonso García toma nuevamente una sorpresiva decisión: destituye a su tan ansiado fichaje Néstor Gorosito, el cual, a la postre, criticaría de manera importante la gestión del presidente. El hasta aquel momento jugador de la U.D. Almería Fernando Soriano se hace cargo del equipo, tras retirarse como jugador y, finalmente, logró la permanencia en la última jornada frente al Córdoba CF (1-1).

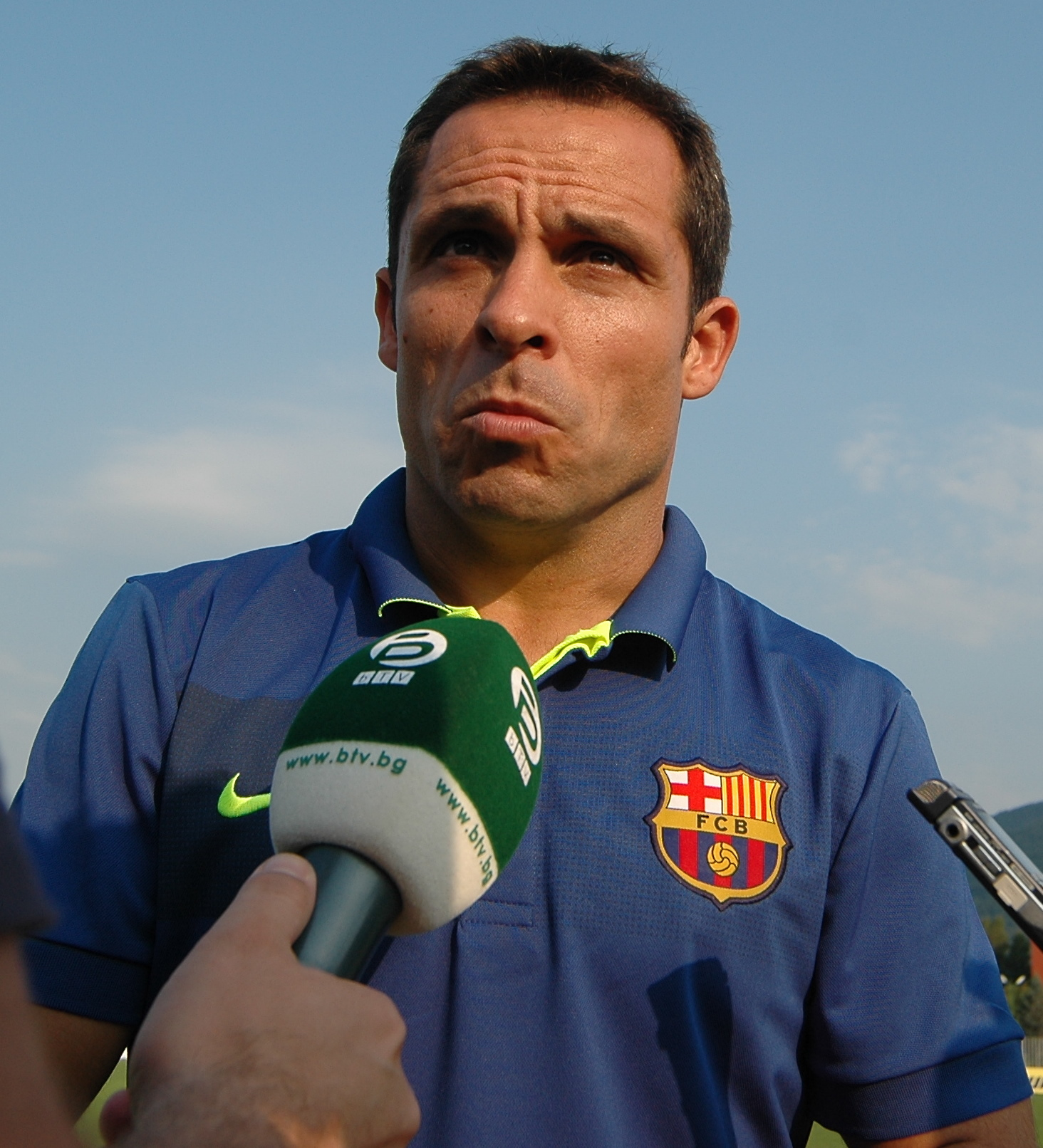
Sergi Barjuán No logró la permanencia en 1.ª División la temporada 2014-15 con la U.D. Almería a pesar del buen trabajo realizado.

Pocos días después se hacía oficial que Fernando Soriano sería el entrenador para la siguiente temporada, la 2016-17, tal decisión trajo consigo, por petición del propio Soriano, la vuelta de algunos exjugadores del Almería como Trujillo y Corona, que junto a las llegadas de futbolistas como Fidel y Nano generarían un problema en el equipo. El vestuario se dividió y se formaron dos bandos; los que preferían la destitución de Soriano, y los que le apoyaban, que fueron apodados por la afición como: "El clan de la Térmica". La temporada comenzó mal, con pésimos números, el equipo llegó a estar colista, y sin mostrar signos de mejora, el expresidente Alfonso García decide destituir a Fernando Soriano en la jornada 27, haciéndose cargo del equipo como entrenador interino el técnico del filial Fran Fernández durante dos partidos, (CD Lugo 1-2 U.D. Almería y SD Huesca 0-0 U.D. Almería). Tras estos dos encuentros llega el nuevo entrenador; Luis Miguel Ramis, que supone una inyección de moral al equipo. Ramis logra situar al equipo en números de playoff, aunque desafortunadamente teniendo que salvarse de nuevo del descenso a Segunda B en la última jornada en casa frente al CF Reus por la acumulación de malos resultados antes de su llegada.

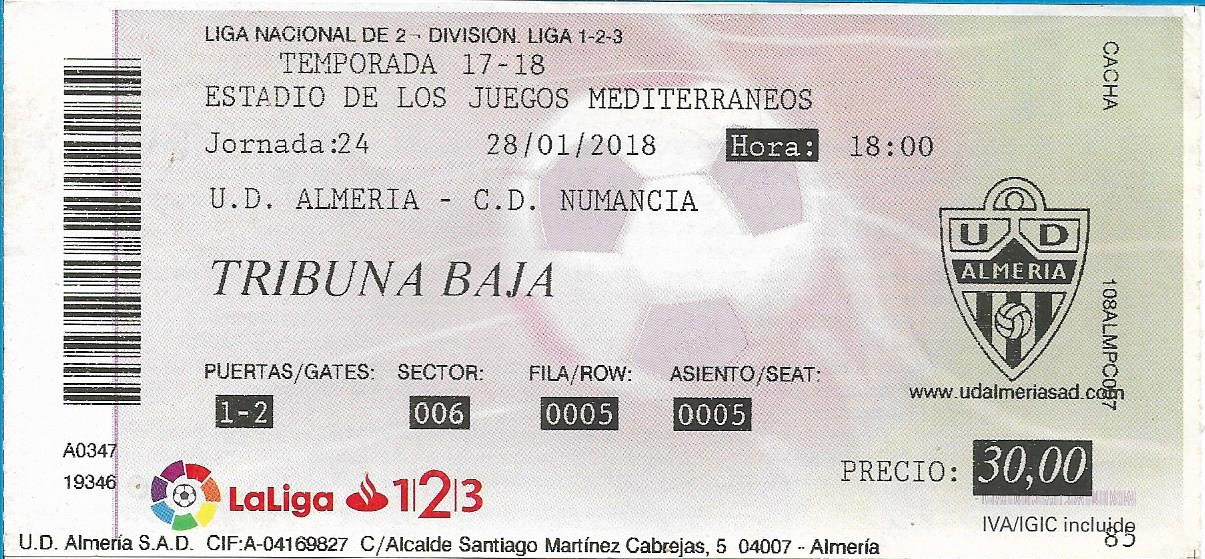
Entrada de un partido de la temporada 2017-18

Para la siguiente temporada, la 2017-18, se decide dar continuidad a Ramis, aunque nuevamente, la falta de paciencia del expresidente Alfonso García le llevaría a su destitución en la jornada 14. El entrenador del filial, Fran Fernández se vuelve a hacer cargo, de manera interina, del equipo indálico, lo hace durante un único encuentro, en el cual se logra una victoria contundente frente al Real Zaragoza por 3 goles a 0. Tras aquel partido, Lucas Alcaraz es nombrado nuevo entrenador del equipo rojiblanco, la cual sería su tercera etapa en el Almería tras las temporadas 1998-99 y 2011-12. Tras este tercer paso por el club almeriense, el equipo continúa sin mostrar signos de mejoría, tras lo cual, el expresidente Alfonso García decide destituir al técnico granadino. Nuevamente se recurre al técnico del filial Fran Fernández para que se haga cargo del equipo, aunque en esta ocasión de forma fija hasta final de temporada, la cual logra salvar no sin apuros. Consiguió una sufrida permanencia en la última jornada en el Anxo Carro tras el empatar 1-1 contra el CD Lugo.
En la nueva temporada 2018/19 se produce una importante reestructuración de la plantilla, dejando salir a varios jugadores que llevaban tiempo en el equipo y a otros que quizá no habían dado el nivel esperado. Respecto a las nuevas incorporaciones, el nuevo director deportivo, el histórico exjugador del Almería Miguel Ángel Corona y el expresidente Alfonso García, apuestan por jugadores de perfil bajo pero con "hambre" como ellos mismos catalogan, realizando principalmente incorporaciones de Segunda B, como es el caso de la pareja de extremos José Corpas y Luis Rioja provenientes ambos del Marbella FC. Desde un principio se fijo el objetivo de la permanencia y de la continuidad en LaLiga, algo que no ilusionaba especialmente a los aficionados rojiblancos. Comenzó la temporada, y lo hizo de manera floja, ya que no consiguió la primera victoria hasta la quinta jornada contra el Real Zaragoza, sin embargo, a partir de esa victoria, el conjunto indálico no dejó de crecer y progresar hasta convertirse en unos de los equipos más eficaces y trabajados de la categoría, llegando a estar incluso más de cuatro meses sin encajar una derrota fuera de casa, mostrando una gran competitividad y garra, algo que los seguidores almeriensistas echaban de menos. La temporada finalmente acaba con el Almería en la 10.ª posición, la mejor de los últimos cuatro años, hecho que le hace volver a ganarse el respeto en la categoría, soñando con llegar a cotas más altas.

### Nueva etapa con Turki Al-Sheikh (2019-2025)
El 2 de agosto de 2019 se hace oficial la compra del club por parte del ministro árabe Turki Al-Sheikh por 20 millones de euros, pasando a ser el máximo accionista, dueño y presidente del club indálico.
En el momento de la compra, Turki Al-Sheikh se hizo con el 96% de las acciones de la U.D. Almería, pasando el día 21 de noviembre de 2019 a poseer el 99,8% tras hacerse con otro 3,8% de las acciones.
Hasta el día de la llegada de Turki Al-Sheikh, la U.D. Almería había realizado algunas incorporaciones como las de Simón Moreno ex del Villarreal C.F., Tano Bonín o Yanis Rahmani, además del nuevo técnico Óscar Fernández entre otros nuevos fichajes. Sin embargo, la nueva propiedad decidió no contar con algunos de ellos, cediendo a varios futbolistas a otros clubes. Por su parte, el entrenador Óscar Fernández decidió no continuar al cargo del equipo a pesar de la mejora en el contrato ofrecida por los nuevos propietarios del club.
Turki Al-Sheikh nombró al egipcio Mohamed El Assy como director general y director deportivo de la U.D. Almería y al argentino Darío Drudi como nuevo ojeador jefe. Turki Al-Sheikh anunció además que se llevaría a cabo la construcción de una nueva ciudad deportiva, de nombre "Academia Rozam", y que, según sus palabras, "será una de las mejores de Europa". La U.D. Almería gracias a la inyección económica de la nueva propiedad, ficha a jugadores de gran calidad y proyección como Darwin Núñez, Ante Ćorić, Arvin Appiah y Valentine Ozornwafor entre otros. Además también se hace con otros jugadores con experiencia en segunda división como Juan Muñoz y José Carlos Lazo. Además se logran los fichajes de otros jugadores con recorrido en Europa como Radosav Petrovic e Ivan Balliu, además del nuevo técnico, el luso Pedro Emanuel, quien como jugador logró alzarse con la Champions a las órdenes del técnico luso José Mourinho.
La temporada 2019-20 comienza de manera espectacular con un Almería que se coloca rápidamente en puestos de ascenso directo. Pedro Emanuel confió en los primeros compases de la temporada en muchos jugadores que eran la base de la plantilla en la anterior temporada. El equipo se caracterizó por ser defensivamente muy sólido, lo que le llevó a ser uno de los equipos menos goleados de la categoría, sin embargo, con el paso de las jornadas, el Almería entró en una racha negativa de resultados que le tuvieron sin ganar varios partidos. Este hecho provocó que el día 4 de noviembre de 2019, y pese a ir el equipo en segunda posición, el club decidiera prescindir de Pedro Emanuel, nombrando al histórico jugador del Real Madrid, José María Gutiérrez "Guti", como nuevo técnico del conjunto almeriensista. El Almería comienza a jugar a un fútbol más vistoso gracias en parte al cambio de sistema a un 4-4-2 con Darwin Núñez y Juan Muñoz como hombres más adelantados, logrando mantenerse en ascenso directo durante varias jornadas y llegando incluso a liderar la clasificación durante una jornada. Con el paso de las jornadas, el equipo comienza a encontrar dificultades en su juego, encadenando una racha negativa de resultados que le lleva a estar 6 partidos consecutivos sin ganar, llegando a caer hasta la cuarta plaza, sin embargo y a pesar de esta racha negativa, la dirección deportiva rojiblanca ratificó a Guti como entrenador del Almería hasta final de temporada. Sin embargo, poco después y tras una mala racha con tan solo 3 victorias en 11 encuentros, Guti es despedido de la U.D. Almería haciéndose cargo del equipo la dupla compuesta por Nandinho y Mário Silva. Desafortunadamente para el conjunto indálico, Nandinho y Mário Silva tampoco son capaces de mejorar el rumbo del equipo ni consiguen el objetivo del ascenso directo, por lo que tras un pobre bagaje de 2 victorias en 8 encuentros son destituidos en la última jornada de liga regular antes de comenzar los Playoffs. El equipo acaba finalmente en la 4.ª posición. Para la liguilla de ascenso (Playoffs), el Almería decide cambiar de entrenador buscando un revulsivo que le llevase a Primera División, contratando como entrenador para cumplir este objetivo a José Gomes, técnico portugués que entrenaba en ese momento al Club Sport Marítimo de la Primera División de Portugal. Sin embargo, la U.D. Almería cayó finalmente eliminada en la semifinal de los Playoffs de ascenso a Primera División.
En el aspecto extradeportivo, Turki Al-Sheikh da un giro radical a la infraestructura y al marketing de la U.D. Almería; Se destituyen a antiguos empleados y se contratan a nuevos, se cambia la iluminación al completo del Estadio de los Juegos Mediterráneos, se organizan festivales gratuitos para la ciudad de Almería con algunos de los DJ más importantes del mundo como el prestigioso R3hab, se realizan numerosas promociones y ofertas para los aficionados almeriensistas, e incluso se decide sortear coches Audi para los abonados solo por acudir a los encuentros disputados por el conjunto indálico como local en su estadio. Además de todo esto, Turki Al-Sheikh anunció que se realizarán obras para mejorar el Estadio de los Juegos Mediterráneos, dichas obras comprenden el hundimiento del terreno de juego, el acercamiento de las gradas a este y la ampliación del aforo del estadio.
Cabe mencionar además, que durante la Pandemia por Coronavirus de 2019-2020, el presidente del Almería Turki Al-Sheikh decidió donar a la ciudad de Almería la suma de 500.000€ para adquirir equipamiento sanitario y luchar contra la enfermedad. Además, pocas horas después de esta primera donación, Turki Al-Sheikh decidió realizar otra aportación, en este caso 300.000€ en comida para los más necesitados, 200.000€ para los sanitarios, 100.000€ para los trabajadores que perdieron su empleo por dicha pandemia y 100.000€ para los voluntarios. En total, la donación ascendió a 1.200.000€ Véase Solidaridad
Poco después del comienzo de la siguiente temporada, la 2020-21, Turki Al-Sheikh, ya recuperado de unos problemas de salud y en agradecimiento a todos los mensajes de apoyo recibidos desde Almería, decide el día 26 de noviembre de 2020 donar 200.000€ a la ciudad de Almería para comprar la vacuna contra el COVID-19. Véase Solidaridad
En esta nueva temporada 2020-21, el club mantiene al mando del equipo al técnico portugués José Gomes a pesar de haber caído el equipo en los Playoffs de ascenso a Primera División en la anterior temporada. El club se desvincula de hasta 12 jugadores, no renovando la cesión de 8 futbolistas y rescindiendo el contrato de otros 4 más, logrando deshacerse de ese modo de jugadores de muy bajo nivel como David Costas, quien con múltiples errores de bulto había lastrado las posibilidades del Almería en su lucha por el ascenso a Primera División en la temporada anterior. Además, el club rojiblanco logra vender a Darwin Núñez al Benfica por 24 millones de euros, convirtiéndose esta en la venta más cara de la historia del club indálico, de la historia de la Segunda División de España y de la historia de la Primera División de Portugal.
En el apartado de fichajes, el equipo almeriensista realiza 18 fichajes, más otros 2 adicionales en el mercado de invierno. Entre estos fichajes destacan jugadores contrastados como Ager Aketxe, Giorgi Makaridze o João Carvalho, y otros con un enorme potencial como Sergio Akieme, Manu Morlanes, Jorge Cuenca, Samú Costa, Lucas Robertone o el joven medallista olímpico Umar Sadiq, quien fue fichado por 5 millones de euros procedente del Partizán de Belgrado y quien logró acabar como tercer máximo goleador de la categoría con 20 goles.
La temporada comienza de forma mediocre para el Almería, ya que cosecha tres derrotas, un empate y tan solo una victoria en los cinco primeros partidos de liga, sumando tan solo 4 puntos de 15 posibles, algo que le lleva a ocupar los puestos medios de la clasificación durante las primeras jornadas de liga. A partir de la jornada 6 el Almería levanta el vuelo, la idea de fútbol de José Gomes, sus sorprendentes rotaciones y la garra mostrada por los jugadores lleva al equipo indálico a cosechar una gran racha de resultados que le hacen encaramarse a los puestos altos de la clasificación, ocupando incluso en múltiples jornadas puestos de ascenso directo. No obstante, el final de temporada comienza a torcerse para el equipo almeriense y, tras una horrible racha de resultados negativos provocados en gran medida por el desastroso arbitraje sufrido por el conjunto indálico en varios de estos encuentros del final de temporada, el equipo acumula tan solo una victoria en 8 partidos, sumando únicamente 7 puntos de 24 posibles. Posteriormente, en la jornada 36 y tras el empate a uno frente al Mirandés, el Almería decide junto a José Gomes rescindir el contrato que les vinculaba, haciéndose cargo del equipo Joan Francesc Ferrer Sicilia, más conocido como Rubi. Con José Gomes aun como técnico rojiblanco, cabe sin duda mencionar la histórica rueda de prensa que ofreció el entrenador luso en la jornada 31 en la que un grave error arbitral privó al Almería de lograr los tres puntos frente al Leganés y en la que el técnico portugués criticó duramente el uso que se estaba haciendo del VAR y el trato injusto que llevaba padeciendo el equipo almeriensista durante esta temporada, dejando para el recuerdo el grito de "¡Respeto!" que espetó en dicha rueda de prensa pospartido y que la afición hizo suyo a través de las redes sociales para pedir a LaLiga y la RFEF un trato más justo hacia su equipo.
Tras la llegada de Rubi al banquillo del Almería, se revierte ligeramente la tendencia del equipo logrando tres victorias, dos empates, y tan solo una derrota, sin embargo y, desafortunadamente para el Almería, y a pesar de haber estado ocupando durante 25 jornadas consecutivas (desde la jornada 14 hasta la 39) los puestos 2.º y 3.º exclusivamente, el equipo almeriense no logró el ascenso a Primera División de manera directa y tuvo que jugar los Playoffs de ascenso a Primera División por segundo año consecutivo. La liga regular terminó por tanto para los rojiblancos con el equipo en 4.ª posición habiendo logrado un total de 73 puntos. Finalmente en los play-offs el Almería no logra pasar de las semifinales, cayendo frente al Gerona FC y dando por finalizada su temporada sin lograr cumplir por segundo año consecutivo el objetivo del ascenso a Primera División.
En cuanto a la Copa del Rey 2020-21, el Almería, gracias a José Gomes, a sus drásticas rotaciones y a la ambición de los jugadores y del propio club, logra llegar hasta los cuartos de final, en donde caería eliminado a partido único por el Sevilla FC en un encuentro muy disputado que acabaría con un resultado de 0-1 a favor de los sevillistas. Cabe mencionar que el Almería fue capaz de eliminar entre otros, a clubes que en ese momento se encontraban en Primera División como el Alavés (5-0) o el Osasuna (0-0 y 5-4 en los penaltis). Esta fue por tanto la segunda mejor participación en Copa del Rey de la U.D. Almería en su historia, únicamente superada por la participación de la temporada 2010-11 en la que el conjunto indálico logró llegar hasta las semifinales de dicha edición.
En la temporada 2021/22, consigue el ascenso quedando campeón de liga, consiguiendo su primer título oficial. Durante la mayor parte de la temporada ocupó los puestos de ascenso directo. En la penúltima jornada, donde se jugaba el ascenso matemático en casa, no consiguió pasar del empate ante el Alcorcón que se encontraba descendido matemáticamente, perdiendo el liderato. En la última jornada, contra el Leganés, dependía de sí mismo. Tras ir perdiendo parte del partido, e ir ganando el SD Eibar y el Valladolid, el equipo quedaba fuera de los puestos de ascenso directo. Finalmente, el Almería consigue empatar 2-2 y el Alcorcón al Éibar en el minuto 90, poniendo al Almería primero en la tabla y consiguiendo finalmente el ascenso a Primera.
La temporada 2023/24 supone la peor de la historia en Primera División del equipo almeriense. Finalizando la temporada en 19.ª posición y con solo 21 puntos, establece varios récords históricos para Primera División: La mayor racha consecutiva de partidos sin ganar (31) y mayor racha de partidos sin ganar en casa (19). Por otro lado también batió su récord de más goles encajados en Primera con 75.
El día 17 de mayo de 2025, se hizo oficial la venta del paquete accionario de Turki Al-Sheikh al grupo saudí SMC Group, liderado por Mohamed Al Khereiji, cerrando una etapa de 6 años como propietario de la entidad. El coste estimado de la operación está cerca de los 100 millones de euros.

## Escudo

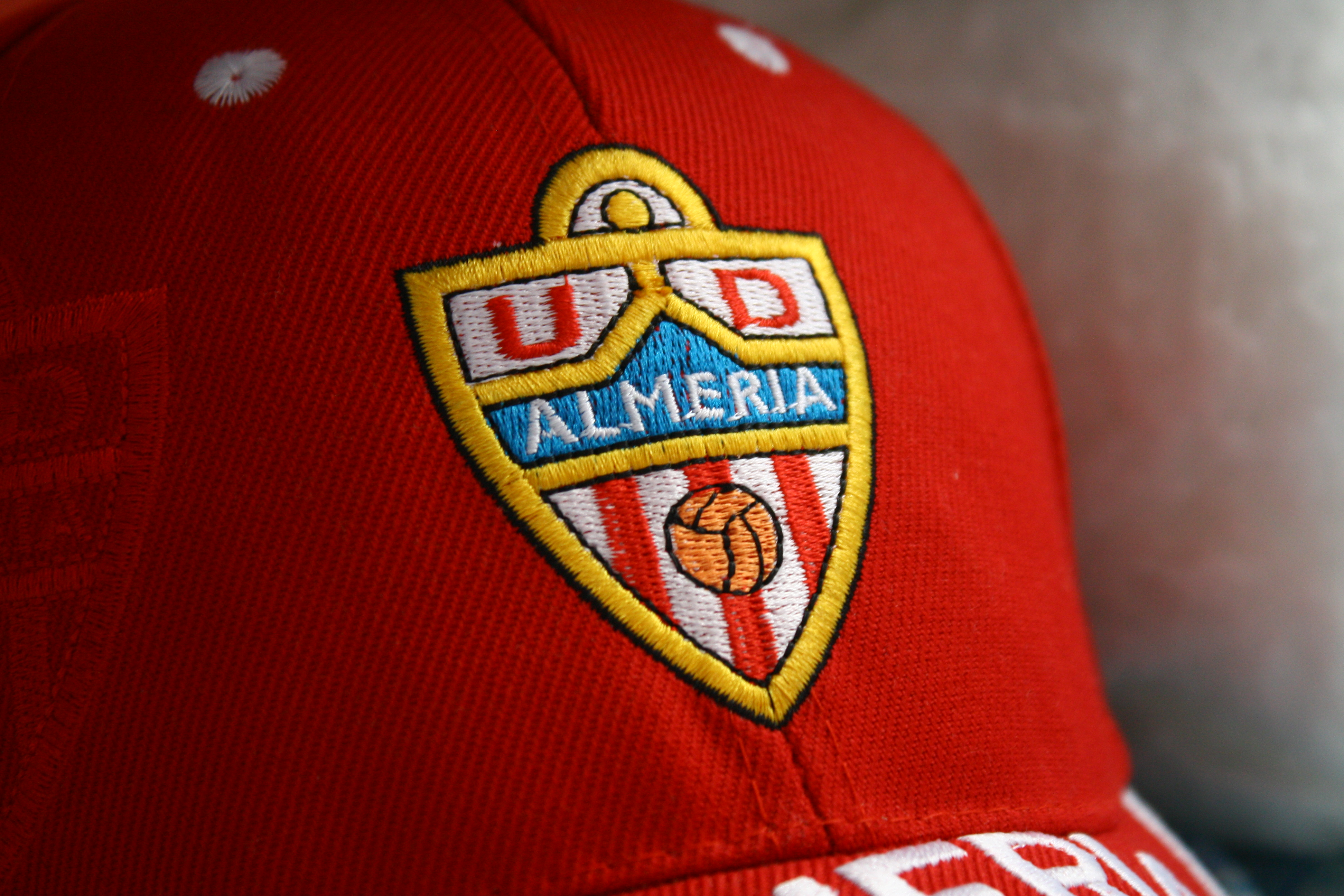
Escudo de la Unión Deportiva Almería

El escudo de la Unión Deportiva Almería es de estilo español. El detalle más significativo que se puede ver y apreciar en el escudo es la figura del Indalo, figura rupestre que representa a una persona con los brazos extendidos y un arco sobre sus manos y que es el símbolo propio de la provincia y la ciudad de Almería. El Indalo da la forma atípica y especial al escudo, empezando con el arco de la parte superior y acabando sobre el nombre de "ALMERÍA". En el escudo se pueden destacar las siguientes partes:
- En la parte superior: A la izquierda encontramos un espacio de color blanco sobre el cual se ubica en color rojo la inicial "U", de "Unión". A la derecha y de manera simétrica con el mismo espacio en blanco encontramos la inicial "D", de "Deportiva", también en color rojo.

- En la parte central: Bajo las letras "U" y "D" de "Unión Deportiva", encontramos en color blanco y sobre un fondo de color azul turquesa oscuro, el nombre principal del club, de la ciudad, y de la provincia a la que este escudo representa; ALMERÍA.

- En la parte inferior: La última parte del escudo está compuesta por un triángulo invertido con lados redondeados sobre el cual encontramos un fondo blanco sobre el que se ubican tres rayas rojas del mismo tono que la "U" y la "D" de la parte superior, color del equipo y de la bandera de la ciudad y de la provincia de Almería. Sobre la raya central se encuentra un balón de fútbol de estilo clásico, que hace mención al deporte desarrollado por el club.

Cabe mencionar que el actual escudo de la U.D. Almería fue adoptado en el año 2001. Desde su fundación en el año 1989 el escudo del club fue uno completamente diferente, un escudo más clásico y de un estilo que difiere mucho del actual. Ese primer escudo, que fue el oficial desde 1989 hasta 2001.

### Controversia con el escudo
Desde la llegada del hoy expresidente Alfonso García al club, se pudo observar una dejación en cuanto al cuidado y al respeto por el escudo del club. Este abandono y falta de cuidado se tradujo en el uso de escudos no oficiales por parte del club, e incluso en el uso de escudos falsos creados por algunos seguidores del club. Durante la etapa de Alfonso García, esta situación no se solventó en lo absoluto. Posteriormente, con la llegada del actual presidente, Turki Al-Sheikh, el club comenzó a usar en la mayoría de sus infografías y páginas web relacionadas con el Almería el escudo oficial del club, sin embargo, en algunos lugares aun persiste la existencia de escudos no oficiales de la U.D. Almería, como son el caso de los nuevos productos de merchandising de la temporada 19/20 y 20/21, el canal de Youtube del club, las infografías oficiales de LaLiga, en algunos medios de comunicación e incluso en las equipaciones oficiales del equipo, donde de manera incomprensible el escudo aparece sin su correspondiente borde negro exterior. Muchos aficionados almeriensistas han atribuido la culpa de esta situación actual a dos trabajadores que aun continúan en el club desde la época de Alfonso García, ya que según reconocen estos empleados del club en varios tuits, ellos serían los responsables de la concepción y el diseño de las últimas camisetas de la U.D. Almería.

## Indumentaria
La primera vestimenta del equipo es, desde su fundación en 1989, de rayas rojas y blancas, de donde proviene uno de los apodos del club; "Rojiblancos". La camiseta en sí está siempre formada por líneas rojas y blancas en el pecho y espalda roja, aunque en ocasiones se ha usado una espalda completamente blanca, siendo un diseño poco habitual. Por su parte, el pantalón comenzó siendo blanco en los inicios del club, sin embargo a partir del 2001 el pantalón cambió su color al rojo, en concreto al mismo tono de rojo que el de la camiseta. Finalmente las medias que también comenzaron siendo blancas, siguen siendo habitualmente de este color a excepción de algunas temporadas en las que el club ha usado para las medias el mismo tono rojo que el pantalón y las líneas de la camiseta.
En cuanto a la segunda equipación, el club almeriensista no tiene definidos unos colores identitarios, si bien es cierto que el azul y el negro suelen ser recurrentes en sus segundas vestimentas. En el caso de la tercera equipación ocurre igual que con la segunda, no hay unos colores estándar para ella, siendo habitual ver diseños más arriesgados y diferentes.

### Equipaciones temporada 2021/2022
- Primera vestimenta: Para la temporada 2021-22 el club cambió el tradicional diseño de franjas rojiblancas de su camiseta que le venía acompañando desde su fundación en 1989. Dicho cambió suscitó una gran controversia y crispación entre los seguidores del conjunto indálico, quienes mostraron su total rechazo a la modificación de las tradicionales franjas rojiblancas de la camiseta almeriensista, ya que consideraban que suponía una pérdida de identidad al eliminarse uno de los rasgos característicos de la U.D. Almería. La camiseta de esta primera equipación es principalmente blanca y de cuello y mangas rojas, siendo lo más destacado y controvertido cuatro marcas rojas en el pecho que representan unos arañazos de un león. La zona trasera de la camiseta es principalmente blanca a excepción también de las mangas y el cuello, en esta última zona, además, se encuentra un logo a color de la mascota del club (Rozam). En la zona pectoral se encuentra la publicidad del principal patrocinador del club; "Arabian Centres", en color gris y con un trazo exterior blanco. En la zona del corazón tiene adherido el escudo del club, el cual nuevamente, y por tercer año consecutivo, vuelve a no ser igual que el escudo oficial, ya que el escudo usado no tiene el borde exterior negro que sí tiene el escudo oficial del club. Al lado derecho incluye una costura de la marca de la equipación, Puma, en color rojo. El pantalón es completamente rojo sin ningún detalle adicional, lleva el escudo del club adherido en la pierna derecha, y el logo de la marca de la equipación, Puma, en la zona delantera de la pierna izquierda y, en color blanco y sobre este, se encuentra el logo en color blanco de otro patrocinador del equipo: "AJCC Construcciones". Las medias, por su parte, son completamente blancas, sin ningún detalle y portando justo en el medio de las mismas el logo de Puma en color negro.

- Segunda vestimenta: La segunda vestimenta del equipo para la temporada 2021-2022 es negra y azul con un patrón geométrico a rayas diagonales negras. Tanto las mangas como los hombros son azules con un ribete negro en el cuello y al final de las mangas. En la zona delantera se encuentra la publicidad del principal patrocinador del club; "Arabian Centres", en color blanco y sin ningún trazo. La parte posterior es azul por completo, incluyendo el logo de la mascota del club (Rozam) en la zona posterior del cuello, en este caso en colores blancos, negros y azules. Tanto el pantalón como las medias son negros, del mismo tono que la camiseta. En el pantalón, además, se encuentra como en la primera equipación el logo en color blanco del patrocinador "AJCC Construcciones". Todos los logos de Puma en esta segunda equipación son de color blanco. Los escudos del club se encuentran en la misma ubicación que en la primera equipación y también a color, teniendo también el mismo error que en la primera equipación: No tienen el borde negro exterior que sí tiene el escudo oficial del club.

- Tercera vestimenta: La tercera vestimenta del equipo para la temporada 2021-2022 es principalmente de color verde con cuadrados rellenos de líneas diagonales blancas. En la zona pectoral se encuentra nuevamente la publicidad del patrocinador del club; "Arabian Centres", en color gris y con un trazo exterior blanco. Nuevamente encontramos en la zona del corazón adherido el escudo del club, y con el mismo error que en las dos primeras equipaciones, y al lado derecho la costura de la marca de la equipación, Puma, en este caso en color negro. El pantalón es también verde por completo, del mismo tono que la camiseta, el escudo nuevamente se encuentra ubicado en la pierna derecha. En el pantalón, del mismo modo que en la primera y segunda equipación, se encuentra nuevamente el logo en color blanco del patrocinador "AJCC Construcciones". Las medias son del mismo color que la camiseta y el pantalón, portando el logo de Puma en el medio de las mismas y en color negro.

Las tres camisetas tienen en la manga izquierda un parche con publicidad del patrocinador hotelero "PDR Hotel & Spa AGADIR", también incorporan dos parches publicitarios en la zona posterior, uno en la zona alta con el lema "ALMERÍA CIUDAD", acompañado del logo del ayuntamiento de Almería, y otro en la parte baja de la camiseta de la importante perfumería de Tánger, "Abdul Samad Al Qurashi". En el pantalón de las tres equipaciones, en concreto en la pierna izquierda, se halla el logo de la compañía "Signature".

### Equipaciones temporada 2020/2021
- Primera vestimenta: Para la temporada 2020-21 el club cambió su proveedor de Adidas a Puma. La camiseta de esta primera equipación es la tradicional, que consta de camiseta rojiblanca, formada por líneas rojas y blancas en el pecho y espalda blanca, algo sin embargo poco habitual en la U.D. Almería que suele utilizar espalda roja. En la zona trasera de la camiseta, en concreto en la zona del cuello, se encuentra un logo a color de la mascota del club (Rozam). En la zona pectoral se encuentra la publicidad del principal patrocinador del club; "Arabian Centres", en color dorado y con un trazo blanco. En la zona del corazón tiene adherido el escudo del club, el cual ha levantado cierta polémica al no ser igual que el escudo oficial. El escudo usado por Puma no tiene el borde exterior negro que sí tiene el escudo oficial del club. Al lado derecho incluye una costura de la marca de la equipación, Puma, en color negro. La zona de los hombros es completamente blanca. El pantalón es completamente rojo sin detalles adicionales, lleva el escudo del club adherido en la pierna derecha, y el logo de la marca de la equipación, Puma, en la zona delantera de la pierna izquierda y en color blanco. Las medias son completamente blancas, portando justo en el medio de las mismas el logo de Puma en color negro.

- Segunda vestimenta: La segunda vestimenta del equipo para la temporada 2020-21 es principalmente negra con un patrón geométrico triangular y vertical de degradados azules. Tanto las mangas como los hombros son negros con un ribete azul en el cuello y al final de las mangas. En la zona delantera se encuentra la publicidad del principal patrocinador del club; "Arabian Centres", en color blanco y sin ningún trazo. La parte posterior es negra por completo, incluyendo el logo de la mascota del club (Rozam) en la zona posterior del cuello, en este caso en colores blancos, negros y azules. Tanto el pantalón como las medias son negros, del mismo tono que la camiseta. Todos los logos de Puma en esta segunda equipación son de color blanco. Los escudos del club se encuentran en la misma ubicación que en la primera equipación y también a color, teniendo también el mismo error que en la primera equipación: No tienen el borde negro exterior que sí tiene el escudo oficial del club.

- Tercera vestimenta: La tercera vestimenta del equipo es principalmente de color amarillo con detalles morados en el cuello y en las mangas. En la zona pectoral se encuentra nuevamente la publicidad del patrocinador del club; "Arabian Centres", en color blanco sin trazo y sobre una franja ancha de color morado que recorre la zona pectoral de manera horizontal. Nuevamente encontramos en la zona del corazón adherido el escudo del club, y con el mismo error que en las dos primeras equipaciones, y al lado derecho la costura de la marca de la equipación, Puma, en este caso en color blanco. El pantalón es también amarillo por completo, del mismo tono que la camiseta, el escudo nuevamente se encuentra ubicado en la pierna derecha. Las medias son del mismo color que la camiseta y el pantalón, portando el logo de Puma en el medio de las mismas y en color blanco.

Las tres camisetas tienen en la manga izquierda un parche con publicidad del patrocinador hotelero "PDR Hotel & Spa AGADIR", también incorporan dos parches publicitarios en la zona posterior, uno en la zona alta con el lema "ALMERÍA CIUDAD", acompañado del logo del ayuntamiento de Almería, y otro en la parte baja de la camiseta de la importante perfumería de Tánger, "Abdul Samad Al Qurashi". En el pantalón de las tres equipaciones, en concreto en la pierna izquierda, se halla el logo de la compañía "Signature".

### Proveedores y patrocinadores

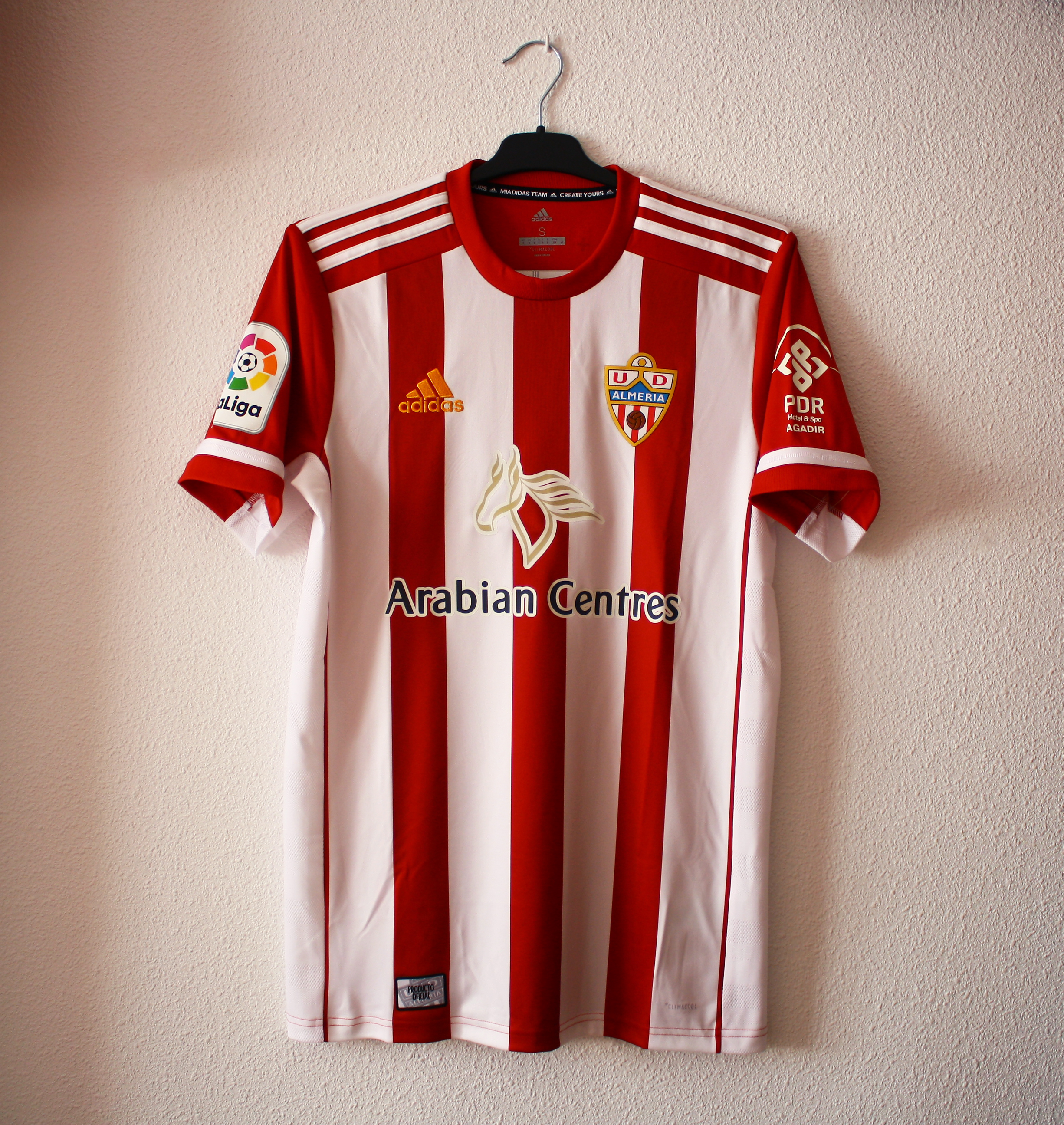
Camiseta de la primera equipación de la U.D. Almería para la temporada 2019-20

Los primeros dos patrocinadores del club fueron "Deportes Blanes" y "Papelería Colón" en el año 1989, año de fundación del club. Entre los años 1990 y 2000 el Almería lució diferentes patrocinios, los cuales fueron: "Ciudad de Almería", "Almerimar", "Todo-Ba", "Campeonato del Mundo Voley Playa Almería" y "Estación de Servicio Mediterráneo". Adicionalmente, entre 1997 y 2004, el Almería también lució la publicidad de Almería 2005.
Cabe destacar que aunque Rasán fue la marca deportiva elegida en el año del debut del club y la encargada durante muchas temporadas de confeccionar el material deportivo de la entidad tanto bajo los nombres de Almería C.F. como de U.D. Almería, en la segunda temporada de vida del club aterrizó la firma ovetense Rox Sport, que estuvo esa temporada y otra más para dar paso a la reconocida empresa deportiva británica Umbro, cuyo periplo en el cuadro almeriense duró tan solo un año, la temporada del debut en Tercera División. El inmediato ascenso a Segunda División B al año siguiente trajo consigo la vuelta de la marca valenciana Rasán, que permanecería como proveedora del club siete temporadas consecutivas, desde 1993 hasta el año 2000.
A partir de la temporada 2000-01 hasta la temporada 2006-07 ambas inclusive, el proveedor deportivo fue Cejudo, llevando entre esos años los siguientes patrocinadores: "Obrascampo", "Ronixa", "Urcisol" y "El Toyo". 
Tras el ascenso a Primera División, la U.D. Almería creó su propia marca deportiva, la cual fue nombrada como "UDA". La U.D. Almería fue vestida por "UDA" durante tres temporadas entre la 2007-08 y la 2009-10 ambas inclusive. En dichas temporadas lució los siguientes patrocinadores: "Obrascampo", "Isla del Fraile" y "Corredor de Vida". Cabe mencionar que durante la temporada 2009-10 no portó ninguna publicidad a excepción de un partido frente al F. C. Barcelona en el que mostró el lema "FUERZA CHILE" en apoyo a las personas que sufrieron el Terremoto de Chile de 2010 y en memoria de los fallecidos por dicho sismo.
En la siguiente temporada, la 2010-11 el proveedor volvió a ser Rasán tras más de 10 años sin vestir al equipo indálico, y "Urcisol" se convirtió en el nuevo patrocinador principal. En la siguiente temporada no hubo cambio de equipación ni de patrocinador. 
A partir de la temporada 2012-13 y hasta la 2018-19 la U.D. Almería fue vestida por la multinacional estadounidense Nike y mantuvo como patrocinador principal a "Urcisol". Posteriormente, durante la temporada temporada 2019-20 la U.D. Almería fue vestida por la multinacional alemana Adidas, siendo su patrocinador principal "Arabian Centres".
En la actualidad, y desde la temporada temporada 2020-21, la U.D. Almería es vestida por la empresa alemana Puma, manteniendo como patrocinador principal "Arabian Centres".
| Periodo     | Proveedor técnico                   | Patrocinador principal                     |
| ----------- | ----------------------------------- | ------------------------------------------ |
| 1989 - 1990 |                                     | Deportes Blanes, Papelería Colón y Todo-Ba |
| 1990 - 1991 |                                     | Campeonato del Mundo Vóley Playa Almería   |
| 1991 - 1992 | Ciudad de Almería y Deportes Blanes |                                            |
| 1992 - 1993 |                                     | Almerimar y Deportes Blanes                |
| 1993 - 1994 |                                     | Ciudad de Almería                          |
| 1994 - 1995 | Deportes Blanes                     |                                            |
| 1995 - 1996 | Almerimar                           |                                            |
| 1996 - 1997 | Almerimar                           |                                            |
| 1997 - 1999 | Deportes Blanes                     |                                            |
| 1999 - 2000 | Estación de servicio Mediterráneo   |                                            |
| 2000 - 2001 |                                     | Deportes Blanes                            |
| 2001 - 2002 | Obrascampo y Almería 2005           |                                            |
| 2002 - 2003 | Ronixa, Obrascampo y Almería 2005   |                                            |
| 2003 - 2004 | El Toyo                             |                                            |
| 2004 - 2006 | Obrascampo                          |                                            |
| 2006 - 2007 | Obrascampo                          |                                            |
| 2007 - 2008 | Obrascampo                          |                                            |
| 2008 - 2009 | Isla del Fraile y Corredor de Vida  |                                            |
| 2009 - 2010 | Sin publicidad*                     |                                            |
| 2010 - 2012 |                                     | Urcisol.com                                |
| 2012 - 2019 |                                     | Urcisol                                    |
| 2019 - 2020 |                                     | Arabian Centres                            |
| 2020 - 2022 |                                     | Arabian Centres                            |
| 2022 - 2024 | Castore                             | Khaled Juffali                             |
| 2024 - 2025 | Castore                             | DAZN                                       |
| 2025 - Act. | Macron                              |                                            |

*Durante la temporada 2009-10 el club no llevó ninguna publicidad a excepción de un partido frente al F. C. Barcelona en el cual se mostró el lema "FUERZA CHILE" en apoyo a las personas que sufrieron el Terremoto de Chile de 2010 y en memoria de los fallecidos por dicho seísmo.
Véase Solidaridad

## Símbolos

### Colores

Bandera de la Provincia de Almería

En el año 1147 el Ejército de la República de Génova, con una flota de doscientas naves, desembarcó en una playa del Cabo de Gata, ubicada en el municipio de Níjar, dichas tropas venían a unirse y a ayudar a las tropas de la Corona de Aragón, (aliados de Alfonso VII de Castilla), para participar en la conquista de la ciudad de Almería a los berberiscos, ya que en aquel momento se encontraba bajo dominio andalusí. Las tropas genovesas estuvieron acampadas en esta bahía durante al menos dos meses hasta que se produjo el ataque a la ciudad. Dicha playa es denominada desde entonces "Playa de los Genoveses".
Esta cruzada fue convocada por el Papa Eugenio III. Las tropas llevaban la enseña genovesa, una bandera de fondo blanco con la Cruz de San Jorge en rojo, (cruz griega en gules sobre campo de plata). Esta bandera a la postre fue adoptada por la ciudad de Almería y posteriormente por la Provincia de Almería como símbolo propio tras la reconquista de los Reyes Católicos, incluyéndose también en el escudo de armas de la ciudad. Es con motivo de estos símbolos de Almería, por lo que el rojo y el blanco fueron escogidos como colores de la U.D. Almería así como el de otros equipos anteriores representativos de la ciudad de Almería.

### Himnos
- Primer himno, 1997-2005:

A pesar de estar fundado el club desde 1989, trascurren 8 años hasta que se oficializa el primer himno de la entidad almeriensista. Este primer himno, implantado en el año 1997, fue conocido como "Himno del Almería C.F." Dicho himno siguió vigente hasta el año 2005.
- Segundo himno, 2005-2009:

En el año 2005 se produce un cambio de himno, este nuevo himno, conocido como "Almería Unión", nació oficialmente en junio de 2005. Este segundo himno fue creado por Guillermo Fernández tras una propuesta realizada por el presidente de la Peña "La Unión", Ángel García. La grabación se realizó en el Teatro Apolo de Almería, fue interpretado por la Agrupación Musical de Gádor y por el tenor Juan Francisco Manzano y se presentó públicamente en un acto celebrado en el Auditorio Maestro Padilla en agosto de 2005. Posteriormente se realizaron otras 5 versiones del himno interpretadas por el propio compositor, las cuales fueron producidas y grabadas en los estudios "Pause" por el técnico de grabación David Esteban.
- Tercer himno, 2009-Actualidad:

En la temporada 2009/2010 se introdujo un nuevo himno, que supone ser el tercer himno de este club desde su creación. Este nuevo himno, también compuesto por el músico almeriense Guillermo Fernández, fue titulado "Generación Roja y Blanca", y se estrenó en el partido que enfrentaba al club indálico contra el Valencia C.F. en la jornada 8 de la Primera División de España. Este actual himno, compuesto en marzo del año 2009, fue grabado en los estudios "Deifontes" en Granada. La principal voz femenina de este himno corresponde a la almeriense Marisol Ruiz, y la masculina, al granadino José Manuel Varela.

## Instalaciones

### UD Almería Stadium
La U.D. Almería disputa sus encuentros como local en el UD Almería Stadium, el cual fue inaugurado el 31 de julio de 2004, siendo construido con motivo de la celebración de los Juegos Mediterráneos de 2005, siendo su capacidad inicial de unos 15.000 espectadores. En la temporada 2007-08, con el ascenso a Primera División de la U.D. Almería, se amplió el aforo con gradas supletorias adicionales llegando a alcanzar los algo más de 23.000 espectadores, manteniendo el estadio dicho aforo hasta la temporada temporada 2012-13, en la que se instalaron unas gradas supletorias para los fondos detrás de ambas porterías y sobre las pistas de atletismo con el fin de acercar a los espectadores al terreno de juego, quedando inoperativas las gradas originales de los fondos y, reduciéndose a 15.000 espectadores. A principios de 2023, se colocaron una gradas supletorias sobre las gradas originales de preferencia, ampliándose nuevamente la capacidad del estadio hasta los 16.503. En julio de 2023, antes del comienzo de la temporada 2023-24, el club decidió desmontar y eliminar las gradas supletorias de los fondos del estadio que se habían ubicado sobre las pistas de atletismo durante los últimos once años. Con este cambio, realizado para la agilización de la obras de ampliación del estadio, el UD Almería Stadium pasó a tener una capacidad de 18.331 espectadores de forma provisional.
El Ayuntamiento de Almería, entidad propietaria del estadio hasta 2021 -cuando pasó a ser propiedad del club-, invirtió 21 millones de euros en su construcción. Dispone del campo principal para entrenamientos y partidos y de un anexo, de idénticas características, para la preparación del equipo almeriense. En ocasiones este anexo es el campo local de la U.D. Almería "B", equipo filial del club rojiblanco.
La instalación ocupa una superficie de 140.000 metros cuadrados, dispone de dos pistas de atletismo, una de ellas cubierta, salas de prensa, salas vip, vestuarios, jacuzzi y museo. Las medidas del terreno de juego son de 105x68 metros.
El estadio se encuentra situado en el barrio de la Vega de Acá, en la zona este de Almería, junto al cauce del Río Andarax, muy cercano al aeropuerto de la ciudad. Se trata de una zona en expansión en la que también se ubica el Palacio de los Juegos Mediterráneos.
|                                                                         |
| Panorámica nocturna e interior del Estadio de los Juegos Mediterráneos. |

| |
| Partido disputado entre la U.D. Almería y la U. D. Las Palmas en junio de 2020. Es el primer partido oficial disputado a puerta cerrada de la historia del Estadio de los Juegos Mediterráneos. |

|                                                                                               |
| Perspectiva exterior del Estadio de los Juegos Mediterráneos siendo sobrevolado por un avión. |

| |
| Vista interior del Estadio de los Juegos Mediterráneos desde la Tribuna Baja en el encuentro entre la U.D. Almería y la U. D. Las Palmas de la temporada 2011-12. |

| |
| Vista interior desde el Fondo Norte Alto en el Estadio de los Juegos Mediterráneos del partido de la Primera División de España 2010-11 entre el Almería y el Levante. |

| |
| Vista exterior del Estadio de los Juegos Mediterráneos en la que puede apreciarse el nombre completo del estadio. |

| |
| Vista exterior del Estadio de los Juegos Mediterráneos desde la rotonda de la escultura a los Juegos Mediterráneos de 2005. |

|                                                              |
| Panorámica exterior del Estadio de los Juegos Mediterráneos. |

Anteriormente, la U.D. Almería disputaba sus encuentros como local en el Estadio Municipal Juan Rojas, antes llamado Franco Navarro, el cual fue inaugurado en 1976 en un partido amistoso que enfrentó a la Agrupación Deportiva Almería y al Athletic Club ante 16.000 espectadores. Dicho encuentro acabó con el resultado de empate a un gol, marcaron Gregorio para la A.D. Almería y Dani para el Athletic Club. Su aforo era de unos 13 000 espectadores sentados, llegando a caber en partido oficial unos 20.000 espectadores con los asistentes de preferencia y de los fondos de pie. Está situado en el barrio almeriense de Torrecárdenas, siendo actualmente utilizado para los encuentros de Rugby diputados por el Unión Rugby Almería tras haber sido derribado uno de los fondos el cual estaba afectado por aluminosis. El Estadio Juan Rojas sirvió también como campo de entrenamiento para el primer equipo del Almería e incluso para su filial.

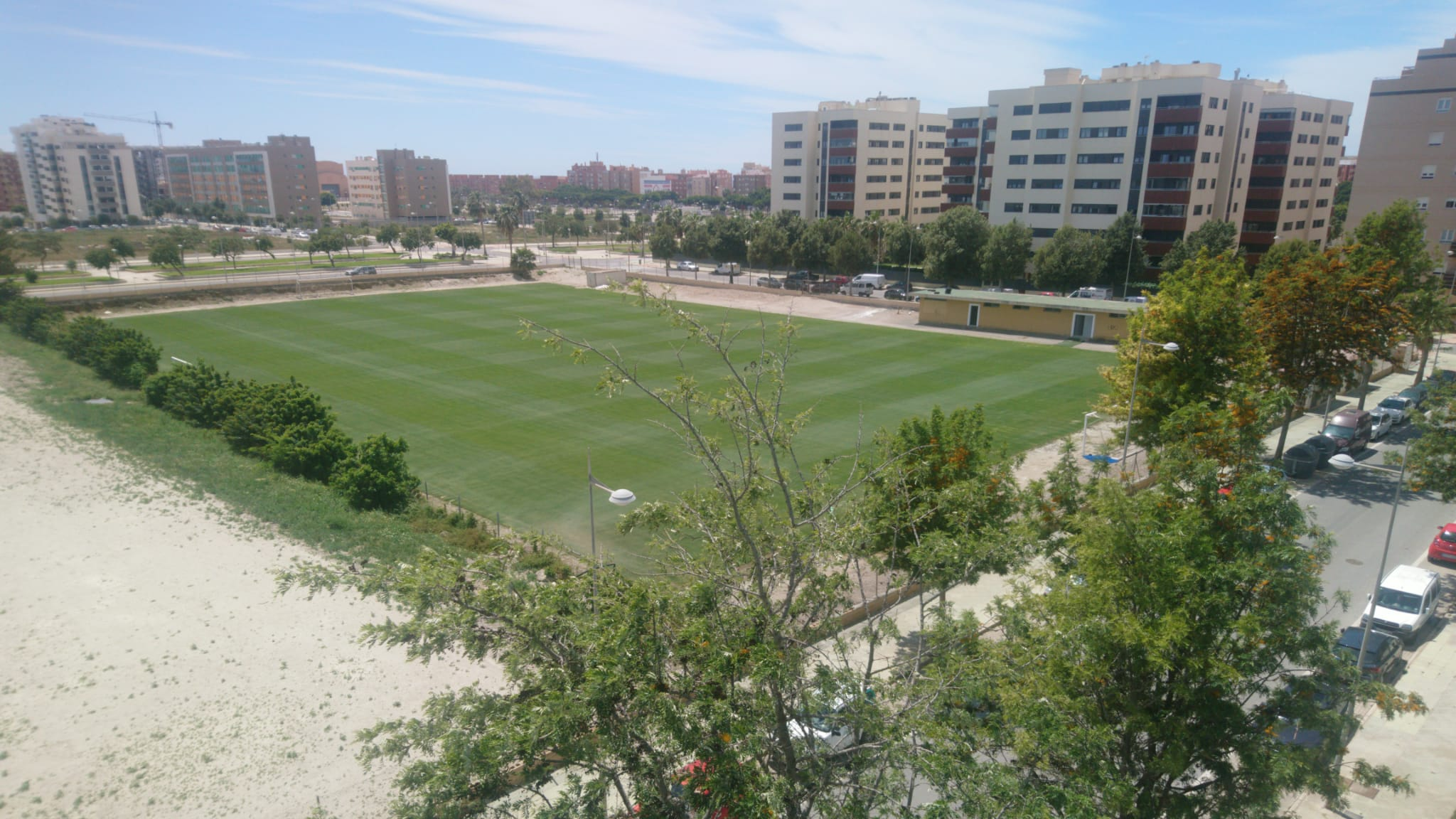
Campo de entrenamiento de la Vega de Acá

La U.D. Almería, de igual forma, posee un campo de entrenamiento de gestión propia. El mismo se encuentra situado en la "Vega de Acá", cerca de la zona almeriense del antiguo Recinto Ferial. Es utilizado por las categorías base del club, y en ocasiones también es utilizado por el primer equipo para algunos entrenamientos.
El Estadio de los Juegos Mediterráneos ha registrado numerosos llenos a lo largo de su historia. Algunos de ellos, por ejemplo, durante la inauguración y clausura de los Juegos Mediterráneos de 2005 y durante el encuentro que disputó la Selección Española Sub-23 en la final por el oro en los Juegos Mediterráneos de 2005 que a la postre acabaría ganando. Con el aforo original de 15.000 espectadores también ha disfrutado de varios llenos, destacando por ejemplo el partido oficial de Clasificación para la Copa del Mundo 2006 que enfrentó a las selecciones de España y San Marino, o los encuentros disputados ante el Poli Ejido y la SD Ponferradina en la temporada 2006-07, destacando este último encuentro por suponer el primer ascenso a Primera División de la historia de la U.D. Almería.
Posteriormente, con el aforo ampliado hasta los 23.000 espectadores, el estadio se ha llenado en dos ocasiones, en los partidos jugados contra el Levante U. D. y frente el Real Madrid C.F en 2008, correspondientes a la Primera División de España, ganando en este último por 2-0 al conjunto madridista.
Con el aforo de 15.000 espectadores, y con las gradas de los fondos supletorias, se han contabilizados también varios llenos, destacando por ejemplo el del último partido de los playoffs de la temporada 2012-2013 gracias al cual el Almería ascendió a Primera División por segunda vez en su historia tras derrotar por 3-0 al Girona F.C.

### Nuevo Estadio de los Juegos Mediterráneos

#### Proyecto
El presidente de la U.D. Almería, Turki Al-Sheikh, a través de su director general Mohamed El Assy, anunció el 12 de agosto de 2019 en rueda de prensa que se realizarían obras para mejorar el Estadio de los Juegos Mediterráneos, dichas obras comprendían en una primera fase la remodelación, modernización y mejora de la infraestructura, y en la segunda fase el hundimiento del terreno de juego, el acercamiento de las gradas a este eliminando las pistas de atletismo y, por ende, la ampliación del aforo del estadio. El objetivo final pues, era lograr un recinto 5 estrellas UEFA homologado para competiciones internacionales y que, además, pueda acoger otros grandes eventos no solo deportivos.
Apenas un año más tarde, el 19 de agosto de 2020, la U.D. Almería presentó el proyecto de remodelación del estadio indálico en el Ayuntamiento de Almería, en donde también presentó toda la documentación necesaria para conseguir la concesión administrativa de este recinto futbolístico por 25 años de duración, siendo el proyecto admitido a trámite pocos días después tras dar el Ayuntamiento de la capital almeriense el visto bueno y la correspondiente licencia administrativa para que se pudieran acometer las obras, las cuales fueron adjudicadas a las empresas almerienses AJCC Construcciones y Crealia.

#### Presentación del proyecto
Tan solo un mes y medio más tarde, el día 8 de octubre de 2020, la U.D. Almería presentó en sociedad y de manera oficial el proyecto de remodelación integral del Estadio de los Juegos Mediterráneos, y lo hacía en un acto llevado a cabo en un escenario sobre el propio césped del estadio, sobre el que se proyectó en unas pantallas gigantes el proyecto del club almeriensista. Dicho proyecto consta, como se comenta anteriormente, de dos fases a llevar a cabo entre los años 2021 y 2022. La primera fase, con un coste de 4.902.796 €, se basa en la remodelación, adecentamiento y modernización de toda la zona exterior del estadio así como de las zonas interiores que no comprenden graderíos ni terreno de juego, es decir, oficinas, vestuarios, salas médicas, espacios interiores y fachada exterior entre otros aspectos, siendo la cubierta y la propia fachada exterior los puntos más llamativos por su radical cambio respecto a su forma original. Esta primera fase contempla también la construcción de una nueva tienda oficial del club en los aledaños del estadio que reemplazará a la anterior que se ubicaba dentro del propio estadio rojiblanco. Por último, la segunda fase de este importante proyecto, con un coste de 10.282.956 €, comprende uno de los mayores anhelos de la afición indálica: La eliminación de las pistas de atletismo, obra que se llevará a cabo excavando y hundiendo el nivel del terreno de juego entre 5 y 7 metros y rellenando ese espacio con un nuevo anillo de gradas, lo que conlleva un aumento notable del aforo del estadio. Cabe mencionar que durante la segunda fase de este proyecto de remodelación, también serán eliminadas las gradas supletorias que se hallaban en ambos fondos del estadio desde la temporada 2012/13 para la construcción de unos nuevos fondos de obra que se unirán a los originales, los cuales ahora tendrán una mejor visión al estar en una posición más elevada respecto al terreno de juego. Por tanto, la suma total del coste de remodelación del Estadio de los Juegos Mediterráneos asciende a 15.185.753 €, los cuales serán pagados al completo por la U.D. Almería, además de un aval por valor de casi 1.000.000 €.

#### Trámites previos
Posteriormente, el día 27 de abril de 2021, el alcalde del Partido Popular de la ciudad de Almería, Ramón Fernández-Pacheco, comunicó oficialmente que se habían aprobado y firmado los pliegos para sacar a concesión el Estadio de los Juegos Mediterráneos, añadiendo además que: "Dentro de muy poco Almería cumpliría el sueño de contar con uno de los mejores estadios de fútbol de España".
Poco más tarde, en concreto el día 11 de junio de 2021, el proyecto entró en plazo de presentación de ofertas a través del Portal de Contratación Electrónica del Ayuntamiento de Almería y, tras 20 días transcurridos y un único proyecto presentado (el de la U.D Almería), el Estadio de los Juegos Mediterráneos pasó a ser propiedad del club almeriensista, haciéndose oficial el día 9 de agosto de 2021 tras la firma de la concesión del estadio por parte del Ayuntamiento de Almería a la U.D. Almería, rubricando dicho acuerdo el director general del club almeriensista, Mohamed El Assy, y el alcalde de la ciudad de Almería, Ramón Fernández-Pacheco. Dicha firma tuvo lugar la noche de 9 de agosto de 2021 en un evento realizado sobre el césped del propio estadio y al que estuvieron invitados varias autoridades y periodistas de la ciudad. Cabe mencionar que esta concesión quedó finalmente fijada en 25 años, por lo que de ese modo, el Estadio de los Juegos Mediterráneos pasó a ser propiedad de la U.D. Almería hasta agosto del año 2046.

### Ciudad deportiva "Academia Rozam"
Durante varios años el expresidente de la U.D. Almería, Alfonso García Gabarrón, prometió la construcción de una ciudad deportiva para el club, sin embargo estas promesas nunca llegaron a convertirse en una realidad.
Posteriormente, con la compra de la U.D. Almería por parte del ministro de entretenimiento saudí Turki Al-Sheikh, se presentó de sus propias manos el proyecto definitivo para la construcción de la nueva ciudad deportiva de la U.D. Almería, la cual, en un primer momento, tenía como nombre "Academia Rozam" e iba a contar con dos fases de construcción. Los terrenos elegidos en un primer momento para erigir el nuevo complejo indálico se ubicaron en la Vega de Acá, entre el Parque del Andarax y el Club Natación Almería. En la rueda de prensa ofrecida por Turki Al-Sheikh, el ministro saudí y presidente de la U.D. Almería se mostró muy ambicioso con su proyecto para el conjunto almeriensista, llegando a explicar que espera y desea que la Academia Rozam estuviera al nivel de La Masía. La rueda de prensa en la que se dio a conocer el proyecto fue ofrecida el día 25 de septiembre de 2019, en la que entre otros detalles se comentó que la intención era tener concluida la primera fase del proyecto en abril o mayo de 2020. Además se especificó que la empresa consultora encargada de asesorar a la Academia Rozam iba a ser "Double Pass" de Bélgica, empresa que ha asesorado a clubes y selecciones de fútbol del más alto nivel, como son los casos de la selección de fútbol de Alemania, la selección de fútbol de Estados Unidos o el Hertha de Berlín entre otros.
Tras varios años de retrasos, el 29 de enero de 2025, la Unión Deportiva Almería presentó oficialmente y de manera definitiva su ambicioso proyecto de Ciudad Deportiva, la cual se ubicará en la zona El Toyo, en el barrio de Retamar, Almería. Este complejo deportivo abarcará una superficie de 132.000 metros cuadrados y contará con una inversión de casi 13 millones de euros.
La Ciudad Deportiva incluirá ocho campos de fútbol, entre ellos un estadio cubierto con capacidad para más de 3.500 espectadores, un campo y medio para el primer equipo, cuatro campos de fútbol 11 y dos campos de fútbol 8. Además, dispondrá de un gimnasio de grandes dimensiones, oficinas y dos edificios destinados a residencias, siendo una para el primer equipo y otra para la cantera, y contando con un total de 75 habitaciones y 153 camas.
Mohamed El Assy, director general de la UD Almería, destacó que este proyecto es el más ambicioso desde la adquisición del club por parte de Turki Al-Sheikh y lo calificó como "top en Europa". Subrayó que, además de su relevancia deportiva, la Ciudad Deportiva aportará beneficios económicos a la región de Almería y será un legado para la ciudad y la provincia.
La alcaldesa del Partido Popular de Almería, María del Mar Vázquez, elogió el compromiso del club con la ciudad y anunció la creación de una Unidad Aceleradora de Proyectos en el Ayuntamiento de Almería para agilizar la tramitación administrativa de esta iniciativa. La fecha prevista para el inicio de las obras se estableció en unos seis meses.

## Solidaridad
La Unión Deportiva Almería así como sus aficionados y presidentes han demostrado a lo largo de su historia un compromiso firme con la sociedad y los más necesitados. De igual modo, el conjunto indálico ha mostrado en múltiples ocasiones estar del lado de las personas que han necesitado ayuda en momentos críticos o catastróficos.

### Fuerza Chile
El 6 de marzo de 2010, tras el terrible terremoto de 8,8 grados en la Escala de Richter sucedido frente a la costa de Chile, la U.D. Almería decidió saltar al terreno de juego con una camiseta especial de apoyo a las víctimas de este sismo y al pueblo chileno en general. Esta camiseta era la misma que la habitual, pero con una frase impresa en la zona pectoral, en la que se podía leer: "¡FUERZA CHILE!".
El partido escogido para enseñar al mundo el apoyo que se quería hacer llegar a Chile, fue el que enfrentó al equipo rojiblanco contra el F. C. Barcelona, correspondiente a la jornada número 25 de la temporada 2009-10 de la Primera División de España.
El partido comenzó con 13 minutos de retraso. En un primer momento el colegiado decretado para este encuentro de liga, Clos Gómez, no autorizó a la U.D. Almería a saltar al terreno de juego con esa camiseta alegando que no tenía constancia de que LaLiga hubiese dado permiso al conjunto indálico para usar dicha camiseta, sin embargo tras varios minutos de conversación entre el colegiado, el presidente del Almería y la propia LFP, se confirmó que el equipo almeriensista tenía autorización y podía jugar con dicha vestimenta. Finalmente el árbitro aceptó y los jugadores de ambos equipos pudieron saltar al terreno de juego y disputar sin ningún otro inconveniente el partido de liga.
Antes del encuentro en el Estadio de los Juegos Mediterráneos, al que acudieron unos 20.000 espectadores, se guardó un respetuoso minuto de silencio en homenaje a las víctimas del terremoto.
El resultado de aquel partido fue de empate a dos, con goles de Domingo Cisma, y Carles Puyol en propia puerta para la U.D. Almería, y Lionel Messi por partida doble para el conjunto catalán. Los entrenadores de la U.D. Almería y el F. C. Barcelona en aquel partido eran Juanma Lillo y Pep Guardiola respectivamente.
Dicho gesto llegó a Chile a través de diversos noticiarios y programas de televisión, así como a diferentes clubes chilenos. Las 24 camisetas que llevaron durante el partido los jugadores del Almería fueron subastadas, recaudando 32.600.000 pesos (unos 57.000 euros). El dinero recaudado fue donado a clubes de fútbol humildes, al Hogar y Casa de Acogida Hermanas del Buen Samaritano de Molina, en la Región del Maule, una de las más afectadas por el sismo, y a un comerciante de la localidad de Iloca, al sur de Chile.

### Gabriel Cruz, el Pescaíto
Dentro del marco del Caso Gabriel Cruz, el niño de 8 años asesinado por su madrastra en la localidad almeriense de Las Hortichuelas, y tras la noticia de su triste defunción, la U.D. Almería decidió portar en el pantalón durante el resto de la temporada en curso un pez azul en recuerdo del pequeño Gabriel, a quien su familia le apodaba "El pescaíto".
Cabe mencionar que la idea inicial de la U.D. Almería fue la de ubicar el pez en la parte delantera de la camiseta, junto al patrocinador del club, sin embargo LaLiga no permitió al conjunto rojiblanco ubicarlo en esta zona, alegando que la reglamentación vigente no lo permitía y dejando únicamente la zona posterior del cuello o el pantalón como opciones válidas, siendo esta última la elegida por la U.D. Almería dada su mayor visibilidad.

### Coronavirus
El día 27 de marzo de 2019, durante la Pandemia por coronavirus, el presidente del Almería Turki Al-Sheikh decidió donar a la ciudad de Almería la suma de 500.000€ para adquirir equipamiento sanitario y luchar contra la enfermedad. Además, pocas horas después de esta primera donación, el ministro árabe y presidente de la U.D. Almería Turki Al-Sheikh decidió realizar otra aportación, en este caso 300.000€ en comida para los más necesitados, 200.000€ para los sanitarios, 100.000€ para los trabajadores que perdieron su empleo por dicha pandemia y 100.000€ para los voluntarios. En total, la donación ascendió a 1.200.000€
Adicionalmente, la U.D. Almería decidió montar unas carpas en el Estadio de los Juegos Mediterráneos desde donde recogían alimentos y ropa para las personas más afectadas por esta pandemia global. Además, el conjunto almeriense realizó una serie de comunicados oficiales en los ofrecía ayuda desinteresada a cualquier almeriense que tuviera problemas médicos o de alimentación. Asimismo el equipo rojiblanco comunicó que llamarían desde la sede del club a todos y cada uno de los abonados mayores de 60 años para preguntar por su estado de salud y por si fuera necesaria cualquier ayuda que el club pudiera brindarles.
Más tarde, el 26 de noviembre de 2020, tras sufrir Turki Al-Sheikh serios problemas de salud que le retienen en Estados Unidos durante varias semanas y los cuales requieren de varias intervenciones quirúrgicas, el ministro y presidente de la U.D. Almería decide donar a la ciudad de Almería una suma total de 200.000€ para la compra de la vacuna contra el COVID-19 en agradecimiento por todos los mensajes de apoyo que fue recibiendo desde Almería durante su estancia en Estados Unidos.

### Donación de alimentos
Durante la Navidad del año 2020, la U.D. Almería, a través de su presidente Turki Al-Sheikh, decidió donar al Banco de Alimentos de Almería un total de 700 lotes alimenticios. Estos 700 lotes de alimentos, compuestos por productos de primera necesidad y algunos adicionales de índole navideña, sumaban alrededor de 30 000 kilos de alimentos en total, los cuales se estimó que abastecerían a más de 4000 personas de la ciudad de Almería.

### Olivia y Anna Gimeno Zimmermann
En el partido disputado por la U.D. Almería frente al C.D. Tenerife en tierras tinerfeñas y correspondiente a la jornada 38 de la Temporada 2020-21 de la Segunda División de España, el Almería saltó al terreno de juego con una camiseta de apoyo para colaborar con la difusión de la búsqueda de las dos niñas desaparecidas en Santa Cruz de Tenerife desde hacía 10 días. En un primer momento, y al tratarse de un suceso local, únicamente el Tenerife iba a saltar al campo con dicha camiseta de apoyo, sin embargo, el Almería decidió unirse a ese gesto solidario saltando también todos sus futbolistas al terreno de juego con las ya mencionadas camisetas de apoyo siendo este noble gesto agradecido posteriormente por la propia Asociación SOS Desaparecidos.

### Somos La Palma
En el encuentro diputado por la U.D. Almería frente al C.D. Tenerife en el Estadio de los Juegos Mediterráneos y correspondiente a la jornada 7 de la Temporada 2021-22 de la Segunda División de España, el Almería saltó al terreno de juego con una camiseta de apoyo hacia la población de La Palma tras los tristes sucesos acontecidos en dicha isla canaria tras la Erupción volcánica de La Palma de 2021. Dicho gesto solidario fue públicamente agradecido por el senador Sergio Ramos Acosta.

## Mascota
La mascota oficial del club es, desde el año 2019, "Rozam", un león de aspecto vivo y agresivo en el que predominan los colores rojos y blancos del club. Esta nueva mascota, "Rozam", fue adoptada en el año 2019 poco después de la llegada a la presidencia de Turki Al-Sheikh. El león simboliza la lucha y la garra del conjunto indálico, un equipo cuyo lema es "Almería nunca se rinde". Ese espíritu combativo está representado en este bravo león de nombre "Rozam".
Anteriormente a "Rozam", el expresidente Alfonso García, tuvo sobre la mesa una propuesta para una mascota oficial, esta mascota tenía de nombre "Solecico", el cual representaba a un sol y su nombre venía del disminitvo en almeriense de sol. Alfonso García sin embargo no dio los pasos oportunos para que esta idea tan almeriense pudiera llegar a materializarse.

## Datos y estadísticas del club

### Generales
- Dirección: Calle Alcalde Santiago Martínez Cabrejas, número 5. 04007 Almería
- Página web: www.udalmeriasad.com
- Abonados temporada 2023-24: 15.000 aproximadamente
- Abonados temporada 2022-23: 12.000 aproximadamente
- Abonados temporada 2021-22: 10.000 aproximadamente[109]
- Abonados temporada 2020-21: 11.619[110]
- Peñas oficiales: 72[111]
- Presupuesto temporada 2022-23: 89.000.000€[112]
- Límite salarial temporada 2022-23: 52.315.000€[113]
- Temporadas en 1.ª: 8
- Temporadas en 2.ª: 18
- Temporadas en 2ªB: 6
- Temporadas en 3.ª: 2
- Temporadas en Regional: 3
- Participaciones en la Copa del Rey: 28
- Última temporada en Primera División: 2022-23
- Última temporada en Segunda División: 2021-22
- Mejor puesto en 1ª División: 8.º (Temporada 2007-08)
- Peor puesto en 1ª División: 20.º (Temporada 2010-11)
- Mejor puesto en 2ª División: 1.º (Temporada 2021-22)
- Peor puesto en 2ª División: 18.º (Temporada 2002-03, 2015-16 y 2017-18)
- Mayor ronda alcanzada en la Copa del Rey: Semifinales (Temporada 2010-11)
- Mayor puntuación obtenida en 1ª División: 52 puntos (Temporada 2007-08)
- Mayor puntuación obtenida en 2ª División: 81 puntos (Temporada 2021-22)
- Mayor número de victorias de manera consecutiva: 4 en 1.ª División (temporada 2007-08), 6 en 2.ª División (temporada 2020-21) y 9 en 2.ªB (temporada 1994-95)
- Mayor número de partidos invicto consecutivamente: 8 en 1.ª División (temporada 2007-08), 13 en 2.ª División (temporada 2003-04) y 10 en 2.ªB (temporada 1994-95)
- Mayor número de victorias consecutivas como local: 4 en 1.ª División (temporadas 2007-08 y 2008-09), 7 en 2.ª División (entre las temporadas 2011-12 y 2012-13) y 7 en 2.ª División B (temporada 1994-95)
- Mayor número de victorias consecutivas como visitante: 2 en 1.ª División (temporadas 2013-14 y 2014-15), 7 en 2.ª División (temporada 2020-21) y 4 en 2.ªB (temporada 1994-95 y 2001-02)
- Mayor racha sin ganar: 31 en 1.ª División (desde la jornada 35 de la temporada 2022-23 hasta la jornada 29 de la temporada 2023-24)[114]
- Mejor dato de asistencia a un partido: 23.300 espectadores (Lleno)
- Clasificación histórica en la Liga: 38.º

### En Primera División
- Temporadas: 8
- Partidos: 228
- Victorias: 62
- Derrotas: 110
- Empates: 56
- Goles a favor: 244
- Goles en contra: 366
- Puntos: 239

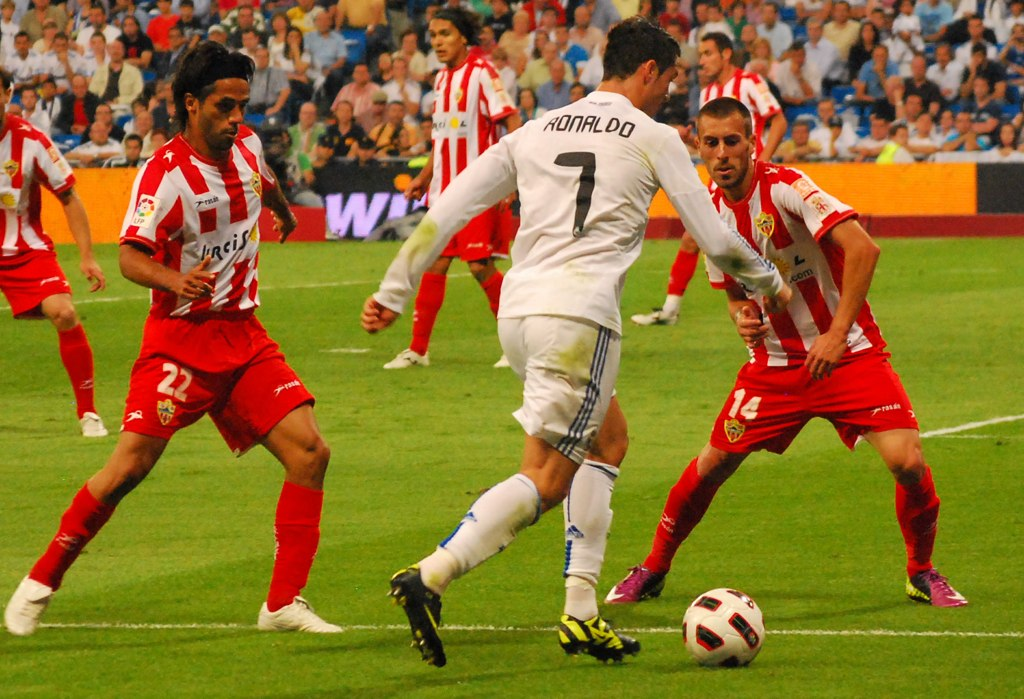
Partido de Primera División de la temporada 2010/11 que enfrentó al Real Madrid y la U.D. Almería en el Santiago Bernabéu, donde Cristiano Ronaldo intenta marcharse en regate de Fabián Vargas y Antonio Luna.

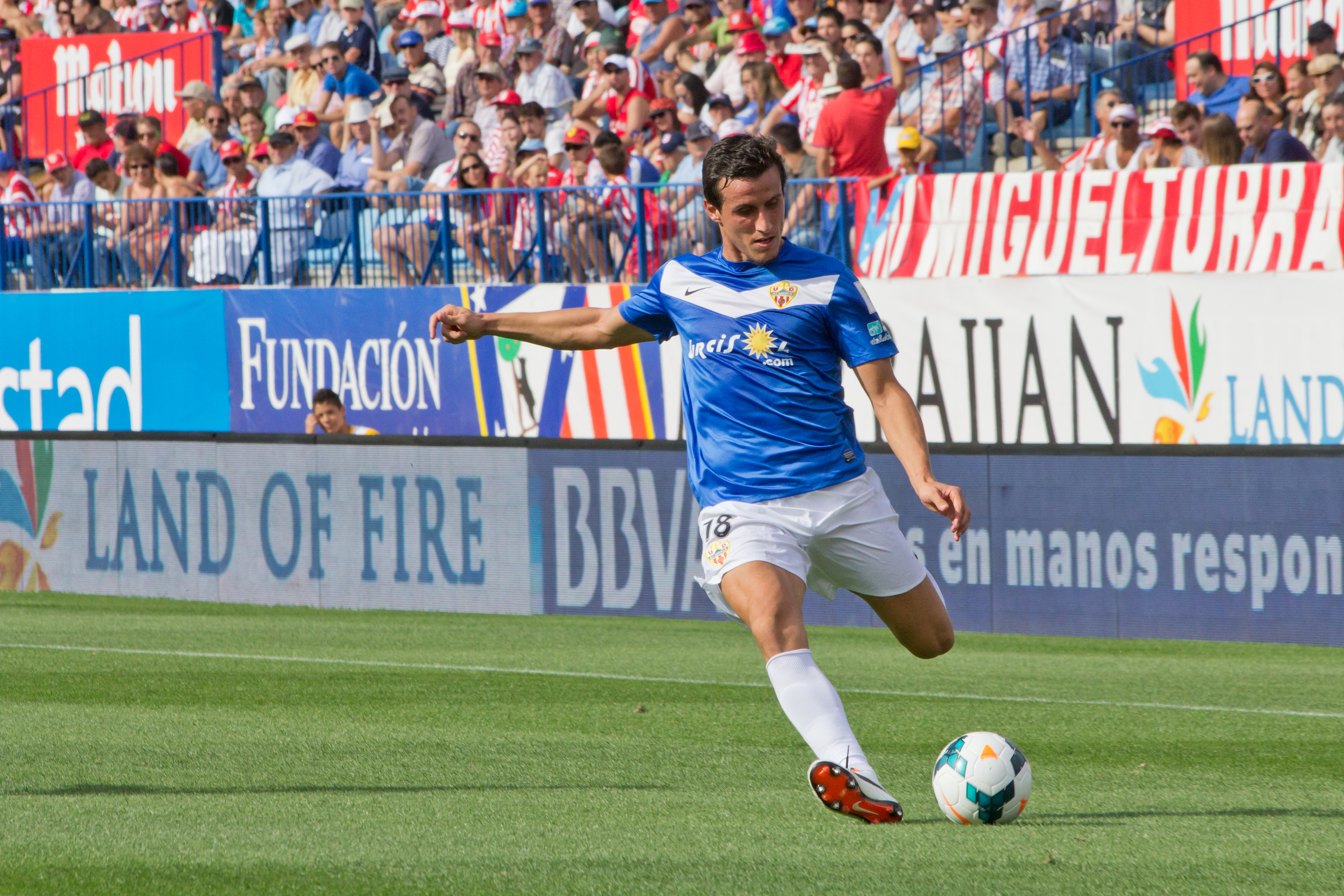
Christian Fernández, de la U.D. Almería, en un partido de Primera División de la temporada 2013/14 frente al Atleti.

- Mejor clasificación en una temporada: 8.º (Temporada 2007-08)
- Mayor puntuación en una temporada: 52 puntos (Temporada 2007-08)
- Jugador con más partidos: Corona (168 partidos)
- Máximo goleador: Álvaro Negredo (32 goles)
- Máximo goleador en una temporada: Álvaro Negredo (Temporada 2008-09) (19 goles)
- Jugador con más expulsiones: Pellerano (4 expulsiones)
- Jugador con más expulsiones en una temporada: Pellerano (2 expulsiones, temporadas 2008-09 y 2012-13), Negredo (2 expulsiones, temporada 2008-09) y Crusat (2 expulsiones, temporada 2007-08)
- Jugador más joven en debutar: Gaspar Panadero (Jornada 3, Temporada 2014-15) (16 años y 277 días)
- Jugador más joven en anotar un gol: Pablo Piatti (Jornada 2, Temporada 2008-09) (19 años y 153 días)
- Entrenador con más partidos: Francisco Javier Rodríguez Vílchez (52 partidos)
- Partido 1: Deportivo de La Coruña 0-3 U.D. Almería (Temporada 2007-08)
- Partido 100: Racing de Santander 0-2 U.D. Almería (Temporada 2009-10)
- Partido 200: Levante U. D. 2-1 U.D. Almería (Temporada 2014-15)
- Gol 1: Álvaro Negredo - Deportivo de La Coruña 0-3 U.D. Almería (Temporada 2007-08)
- Gol 100: Fernando Soriano - Real Madrid 4-2 U.D. Almería (el 1-1), (Temporada 2009-10)
- Gol 200: Fernando Soriano - U.D. Almería 1-2 Osasuna (el 1-2), (Temporada 2013-14)
- Mayor número de victorias de manera consecutiva en 1ª División: 4 (temporada 2007-08)
- Mayor número de partidos invicto consecutivamente en 1ª División: 8 (temporada 2007-08)
- Mayor número de victorias consecutivas como local en 1ª División: 4 (temporadas 2007-08,2008-09 y 2022-23)
- Mayor número de victorias consecutivas como visitante en 1ª División: 2 (temporadas 2013-14 y 2014-15)

### Mayores goleadas
- Mayores goleadas conseguidas en 1ª División:
  - En casa: Almería 6 - 1 Cádiz // Almería 3-0 Villarreal // Almería 3-0 Granada (2 veces) // Almería 3-1 Mallorca // Almería 3-1 Sporting (2 veces)
  - Fuera: Sevilla 1-4 Almería // Deportivo de La Coruña 0-3 Almería // Espanyol 1-3 Almería // Sevilla 1-3 Almería // Athletic 1-3 Almería
- Mayores goleadas encajadas en 1ª División:
  - En casa: Almería 0-8 Barcelona // Almería 0-5 Real Madrid // Almería 1-4 Athletic // Almería 1-4 Real Madrid // Almería 1-4 Levante
  - Fuera: Real Madrid 8-1 Almería // Athletic 6-1 Almería // Barcelona 5-0 Almería
- Mayores goleadas conseguidas en 2ª División:
  - En casa: Almería 6-0 Xerez // Almería 5-1 Levante // Almería 5-1 Sabadell // Almería 4-0 Lorca // Almería 4-0 CD Guadalajara (2 veces) // Almería 4-0 Deportivo de La Coruña
  - Fuera: Alcorcón 0-4 Almería // C. D. Lugo 0-4 Almería // Sestao 0-4 Almería // Mirandés 1-4 Almería // Sevilla Atlético 0-3 Almería // Alcorcón 0-3 Almería
- Mayores goleadas encajadas en 2ª División:
  - En casa: Almería 1-6 Racing de Ferrol // Almería 0-3 Osasuna // Almería 0-3 Elche // Almería 0-3 Valladolid // Almería 0-3 Huesca
  - Fuera: Toledo 4-0 Almería // UCAM Murcia 4-0 Almería // Getafe 4-0 Almería // Leganés 5-2 Almería
- Mayores goleadas conseguidas en Copa del Rey:
  - En casa: Almería 5-0 Alavés // Almería 4-0 Atlético Malagueño // Almería 4-1 Albacete // Almería 4-3 Mallorca
  - Fuera: L'Hospitalet 1-4 Almería // Las Palmas 1-3 Almería // Real Sociedad 2-3 Almería // Deportivo de La Coruña 2-3 Almería

### Máximos goleadores y jugadores con más participaciones
- Máximos goleadores:

| Jugador             | Nacionalidad | Goles |
| ------------------- | ------------ | ----- |
| Raúl Sánchez        | España       | 57    |
| Leonardo Ulloa      | Argentina    | 48    |
| José Ortiz          | España       | 47    |
| Fernando Soriano    | España       | 46    |
| Francisco Rodríguez | España       | 45    |
| Kalu Uche           | Nigeria      | 45    |
| Umar Sadiq          | Nigeria      | 42    |
| Luis Suárez         | Colombia     | 41    |
| Paco Luna           | España       | 39    |
| Sousa               | España       | 34    |
| Albert Crusat       | España       | 34    |
| Enrique González    | España       | 33    |
| Álvaro Negredo      | España       | 32    |
| Charles Dias        | Brasil       | 32    |
| Pablo Piatti        | Argentina    | 23    |

| Jugador          | Nacionalidad | Goles |
| ---------------- | ------------ | ----- |
| Álvaro Negredo   | España       | 32    |
| Kalu Uche        | Nigeria      | 27    |
| Pablo Piatti     | Argentina    | 20    |
| Fernando Soriano | España       | 17    |
| Albert Crusat    | España       | 14    |
| José García      | España       | 12    |
| Luis Suárez      | Colombia     | 10    |
| Juan Ortiz       | España       | 9     |
| Rodrigo Ríos     | España       | 8     |
| Tomer Hemed      | Israel       | 8     |
| Leonardo Ulloa   | Argentina    | 7     |
| Felipe Melo      | Brasil       | 7     |
| El Bilal Touré   | Mali         | 7     |
| Aleix Vidal      | España       | 6     |
| Miguel Corona    | España       | 6     |

| Jugador             | Nacionalidad | Goles |
| ------------------- | ------------ | ----- |
| Francisco Rodríguez | España       | 40    |
| Umar Sadiq          | Nigeria      | 40    |
| Leo Ulloa           | Argentina    | 32    |
| Enrique González    | España       | 31    |
| Luis Suárez         | Colombia     | 31    |
| José Ortiz          | España       | 30    |
| Charles Dias        | Brasil       | 27    |
| Fernando Soriano    | España       | 25    |
| Paco Luna           | España       | 24    |
| Álvaro Giménez      | España       | 20    |
| Albert Crusat       | España       | 19    |
| José Corpas         | España       | 19    |
| Miguel Carrilerol   | España       | 17    |
| Kalu Uche           | Nigeria      | 17    |
| Juan Paniagua       | España       | 16    |
| Darwin Núñez        | Uruguay      | 16    |

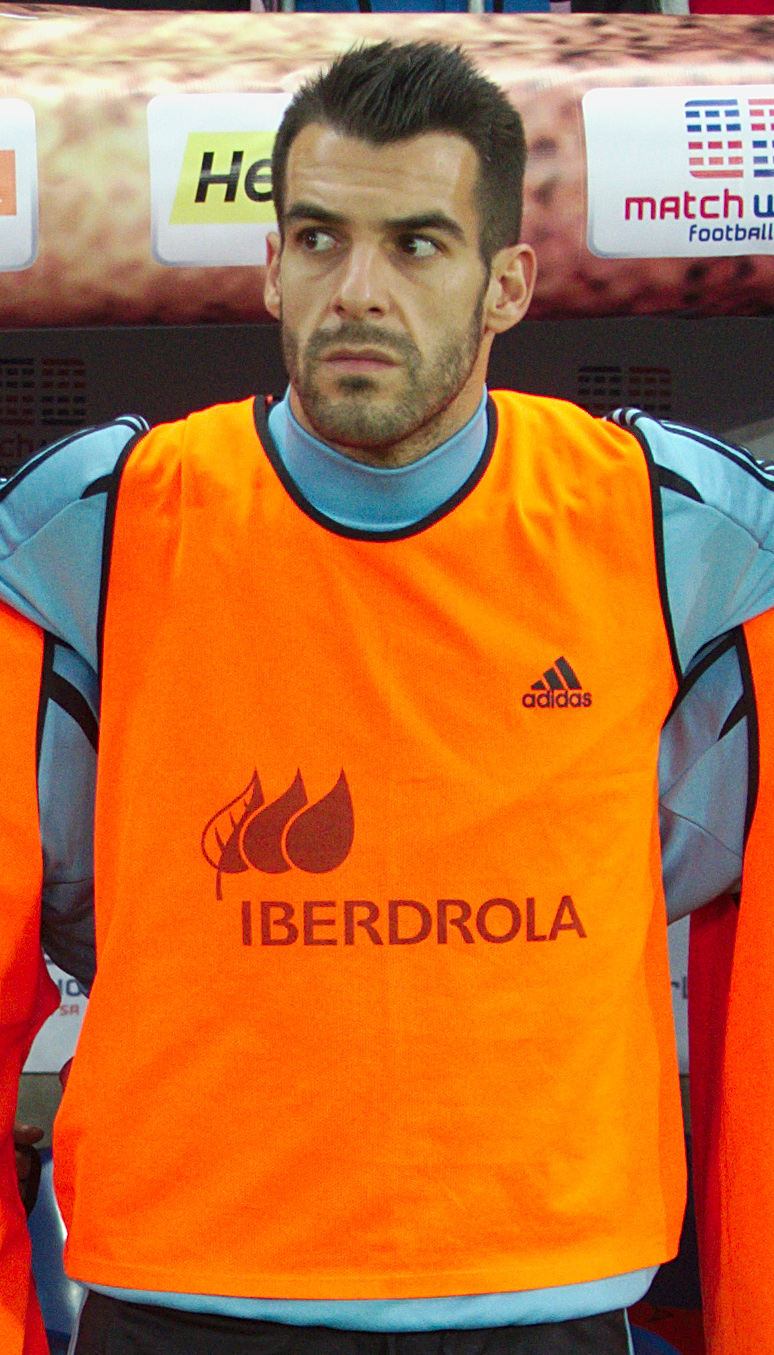
Álvaro Negredo es el máximo goleador de la U.D. Almería en Primera División con 32 goles.

- Jugadores con más participaciones:

| Jugador             | Nacionalidad | Partidos |
| ------------------- | ------------ | -------- |
| José Ortiz          | España       | 338      |
| Miguel Corona       | España       | 333      |
| Fernando Soriano    | España       | 328      |
| Santiago Acasiete   | Perú         | 213      |
| Albert Crusat       | España       | 212      |
| Kalu Uche           | Nigeria      | 212      |
| Carlos García       | España       | 208      |
| José García         | España       | 183      |
| César de la Hoz     | España       | 171      |
| Ángel Trujillo      | España       | 163      |
| Esteban Navarro     | España       | 156      |
| Francisco Rodríguez | España       | 156      |
| Esteban Suárez      | España       | 154      |
| Juan Ortiz          | España       | 151      |
| Paco Luna           | España       | 147      |

| Jugador          | Nacionalidad | Partidos |
| ---------------- | ------------ | -------- |
| Corona           | España       | 168      |
| Fernando Soriano | España       | 156      |
| Albert Crusat    | España       | 131      |
| Juanma Ortiz     | España       | 126      |
| Diego Alves      | Brasil       | 123      |
| Kalu Uche        | Nigeria      | 117      |
| Pablo Piatti     | Argentina    | 101      |
| Acasiete         | Perú         | 88       |
| Carlos García    | España       | 87       |
| José Jiménez     | España       | 82       |
| José Ortiz       | España       | 82       |
| Míchel Macedo    | Brasil       | 75       |
| Ángel Trujillo   | España       | 72       |
| Pellerano        | Argentina    | 71       |
| Juan Gutiérrez   | España       | 70       |

| Jugador             | Nacionalidad | Partidos |
| ------------------- | ------------ | -------- |
| José Ortiz          | España       | 168      |
| Fernando Soriano    | España       | 152      |
| César de la Hoz     | España       | 146      |
| Corona              | España       | 137      |
| Francisco Rodríguez | España       | 128      |
| Corpas              | España       | 114      |
| Paco Luna           | España       | 112      |
| Acasiete            | Perú         | 112      |
| Carlos García       | España       | 108      |
| Pozo                | España       | 104      |
| Verza               | España       | 102      |
| Gâlcă               | Rumania      | 98       |
| Valerio             | España       | 97       |
| René                | España       | 94       |
| Morcillo            | España       | 92       |

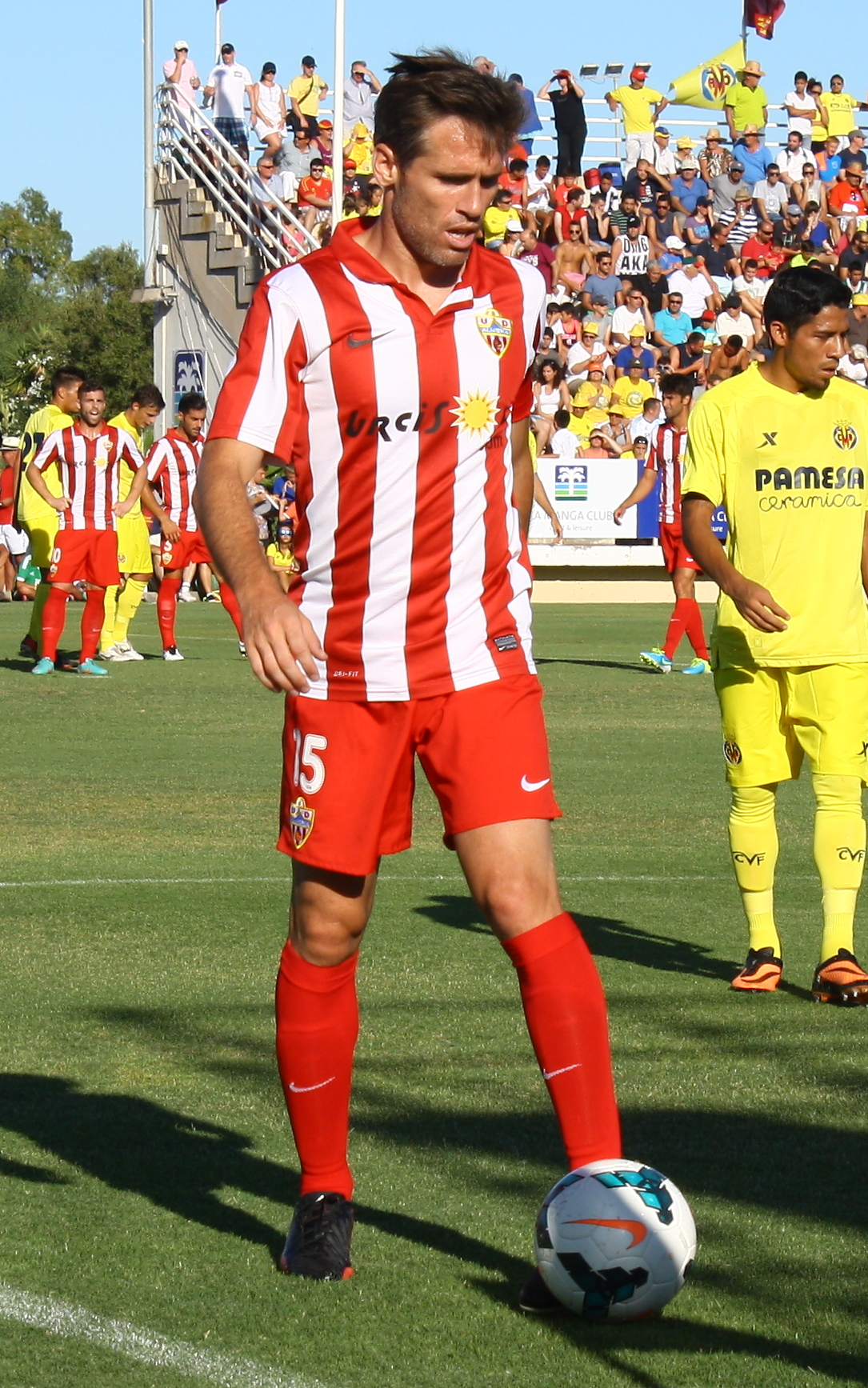
Miguel Ángel Corona es el jugador almeriensista con más partidos disputados en Primera División con la camiseta rojiblanca.

Datos actualizados a día 28 de junio de 2023
Fuente: http://www.bdfutbol.com

## Organigrama deportivo

### Plantilla y cuerpo técnico
- Los jugadores con dorsales superiores al 25 son, a todos los efectos, jugadores del Almería "B" y como tales, podrán compaginar partidos con el primer y segundo equipo. Tal y como exigen las normas de la Liga Nacional de Fútbol Profesional, los jugadores de la primera plantilla deberán llevar los dorsales del 1 al 25. Del 26 en adelante serán jugadores del equipo filial. Por otro lado, un canterano debe permanecer al menos tres años en edad formativa en el club (15-21 años) para ser considerado como tal.
- Según normativa UEFA, cada club solo puede tener en plantilla un máximo de tres jugadores extracomunitarios, que ocupen plaza de extranjero.[115] La lista incluye sólo la principal nacionalidad de cada jugador, aunque algunos de los jugadores no europeos tienen doble nacionalidad de algún país de la UE:
- Houboulang Mendes posee la doble nacionalidad bisauguineana y francesa.
- Lucas Robertone posee la doble nacionalidad argentina e italiana.
- Léo Baptistão posee la doble nacionalidad brasileña y española.
- Luis Javier Suárez posee la doble nacionalidad colombiana y española.
- Iddrisu Baba posee la doble nacionalidad ghanesa y española.
- Daijiro Chirino posee la doble nacionalidad curazoleña y neerlandesa.
- Stefan Džodić posee la doble nacionalidad serbia y francesa.

- Marko Milovanović y Aleksandar Radovanović no cuentan como extracomunitarios por el Acuerdo de Asociación de la Unión Europea.
- Dion Lopy, Marciano Tchami y Bruno Langa no cuentan como extracomunitarios por el Acuerdo de Cotonú.

Los jugadores extracomunitarios inscritos por el club son:
- Kaiky, de nacionalidad brasileña.
- Lázaro Vinícius, de nacionalidad brasileña.

## Fichajes

### Balance económico de la Temporada 2025-26
- Balance de gastos-ingresos actualizado a día 28-07-2025.

| Balance Total Temporada 2025-2026: 44.000.000€       | Balance Total Temporada 2025-2026: 44.000.000€          |
| ---------------------------------------------------- | ------------------------------------------------------- |
| Gastos en fichajes (Mercado de verano): 5.000.000€   | Ingresos por ventas (Mercado de verano): 49.000.000€    |
| Gastos en fichajes (Mercado de invierno): 0€         | Ingresos por ventas (Mercado de invierno): 0€           |
| Gastos totales de la temporada 2025-2026: 5.000.000€ | Ingresos totales de la temporada 2025-2026: 49.000.000€ |

### Altas 2025-2026
- Estos precios no incluye IVA o sumas por objetivos.

| Jugador           | Posición          | Procedencia         | Tipo               | Coste       |
| ----------------- | ----------------- | ------------------- | ------------------ | ----------- |
| Federico Bonini   | Defensa central   | U. S. Catanzaro     | Traspaso           | 2.000.000 € |
| Daijiro Chirino   | Lateral derecho   | C.D. Castellón      | Traspaso           | 2.000.000 € |
| Marcos Luna       | Lateral derecho   | Real Zaragoza       | Traspaso           | 600.000 €   |
| Nelson Monte      | Defensa central   | Málaga CF           | Traspaso           | 400.000 €   |
| Álex Muñoz        | Lateral izquierdo | U.D. Las Palmas     | Libre              | 0 €         |
| Patrick Soko      | Delantero         | S.D. Huesca         | Libre              | 0 €         |
| Stefan Džodić     | Mediocentro       | Montpellier HSC     | Libre              | 0 €         |
| Andrés Fernández  | Portero           | Levante UD          | Libre              | 0 €         |
| André Horta       | Mediocentro       | SC Braga            | Cesión O/C         | 0 €         |
| Arnau Solà        | Lateral izquierdo | Villarreal C.F. "B" | Vuelta tras cesión | 0 €         |
| Houboulang Mendes | Lateral derecho   | E.S.T.A.C. Troyes   | Vuelta tras cesión | 0 €         |
| Adrián Embarba    | Mediocentro       | Rayo Vallecano      | Vuelta de cesión   | 0 €         |
| Marciano Sanca    | Delantero         | Betis Deportivo     | Vuelta de cesión   | 0 €         |

### Bajas 2025-2026
- Estos precios no incluye IVA o sumas por objetivos.

| Jugador                | Posición          | Destino              | Tipo     | Ingresos     |
| ---------------------- | ----------------- | -------------------- | -------- | ------------ |
| Luis Javier Suárez     | Delantero         | Sporting de Portugal | Traspaso | 22.150.000 € |
| Marc Pubill            | Lateral derecho   | Atlético de Madrid   | Traspaso | 16.000.000 € |
| Kaiky Fernandes        | Defensa           | Shabab Al-Ahli       | Traspaso | 5.000.000 €  |
| Rachad Fettal          | Delantero         | Real Madrid Castilla | Traspaso | 900.000 €    |
| Gonzalo Melero         | Mediocentro       | CD Leganés           | Traspaso | 650.000 €    |
| Arnau Solà             | Lateral izquierdo | FC Arouca            | Traspaso | 500.000 €    |
| Marcos Peña            | Mediocentro       | FC Famalicão         | Traspaso | 500.000 €    |
| Aleksandar Radovanović | Defensa           | Real Zaragoza        | Libre    | 0 €          |
| Houboulang Mendes      | Defensa           | Fortuna Sittard      | Libre    | 0 €          |

### Cedidos a otros equipos 2025-2026
- Estos precios no incluye IVA o sumas por objetivos.

| Jugador               | Posición          | Destino                | Tipo       | Ingresos  |
| --------------------- | ----------------- | ---------------------- | ---------- | --------- |
| Bruno Langa           | Lateral izquierdo | Pafos FC               | Cesión     | 300.000 € |
| Alejandro Pozo        | Lateral derecho   | Jagiellonia Białystok  | Cesión     | 0 €       |
| Marko Milovanovic     | Delantero         | FC Alverca             | Cesión     | 0 €       |
| Juan Manuel Gutiérrez | Delantero         | CSD Defensa y Justicia | Cesión O/C | 0 €       |
| Arvin Appiah          | Delantero         | Amiens Sporting Club   | Cesión     | 0 €       |

### Fichajes y ventas más caras
El 9 de septiembre de 2019, la U.D. Almería realizó el fichaje más caro de su historia y de la historia de la Segunda División de España, adelantándose al Manchester United en la compra de Arvin Appiah por 8,8 millones de euros al Nottingham Forest.
El 2 de agosto de 2020, la U.D. Almería realizó la venta más cara de su historia y de la historia de la Segunda División de España, con el traspaso de Darwin Núñez al Benfica por 24 millones de euros.

## Entrenadores

### Cronología de los entrenadores de la U.D. Almería
| - 1989-1990: Pepe Navarro - 1990: Amador Andrés Capel - 1990: Antonio Belmonte - 1990-1991: Pepe Navarro - 1991-1992: Antonio Oviedo - 1992-1993: Pepe Cayuela - 1993: Pedro Buenaventura - 1993-1994: Rogelio Palomo - 1994-1995: José Enrique Díaz - 1995-1996: Pepe Cayuela - 1996: Quique Hernández - 1996: Pepe Cayuela - 1996: Gonzalo Hurtado - 1996-1997: Uli Stielike - 1997: Pedro Braojos - 1997-1998: José Ángel Moreno - 1998: Pepe Navarro - 1998-1999: Lucas Alcaraz - 1999: Floro Garrido - 1999: Ramón Blanco | - 1999-2000: José María Salmerón - 2000-2003: Juan Martínez Casuco - 2003-2004: Luis Ángel Duque - 2004: Alfonso González 'Alfonsín' - 2004-2005: Fernando Castro Santos - 2005: Alfonso González 'Alfonsín' - 2005: Fabriciano González - 2005-2006: Paco Flores - 2006-2008: Unai Emery - 2008: Gonzalo Arconada - 2008-2009: Hugo Sánchez - 2009-2010: Juan Manuel Lillo - 2010-2011: José Luis Oltra - 2011: Roberto Olabe - 2011-2012: Lucas Alcaraz - 2012: Esteban Vigo - 2012-2013: Javi Gracia - 2013-2014: Francisco Rodríguez - 2014-2015: Juan Ignacio Martínez - 2015: Sergi Barjuán | - 2015: Joan Carrillo - 2016: Néstor Raúl Gorosito - 2016-2017: Fernando Soriano - 2017: Fran Fernández (Interino) - 2017: Luis Miguel Ramis - 2017: Fran Fernández (Interino) - 2017-2018: Lucas Alcaraz - 2018-2019: Fran Fernández - 2019: Pedro Emanuel - 2019-2020: José María Gutiérrez "Guti" - 2020: Nandinho / Mário Silva - 2020-2021: José Gomes - 2021-2023: Rubi - 2023: Vicente Moreno - 2023-2024: Gaizka Garitano - 2024: Pepe Mel - 2024-actual: Joan Francesc Ferrer Sicilia |

## Palmarés

### Trofeos nacionales
Nota: en negrita competiciones vigentes en la actualidad.
| Competición nacional           | Títulos | Subcampeonatos           |
| ------------------------------ | ------- | ------------------------ |
| Segunda División de España (1) | 2021-22 | 2006/2007 (1)            |
| Segunda División B de España   |         | 1994-1995 (Grupo IV) (1) |
| Tercera División de España     |         | 1992-93 (Grupo IX) (1)   |

| Competición regional                 | Títulos | Subcampeonatos |
| ------------------------------------ | ------- | -------------- |
| Regional Preferente de Andalucía (1) | 1989-90 | 1991-92 (1)    |

### Trofeos individuales
- Trofeo Miguel Muñoz:
  - Segunda División (1): Unai Emery (2006-07).
- Trofeo Zamora
  - Segunda División (1): Fernando Martínez (2021/22)
- Trofeo Pichichi:
  - Segunda División (4): Leonardo Ulloa (2011-12), Charles Dias (2012-13), Álvaro Giménez (2018-19), Luis Suárez (2024-25
- Trofeo Zarra:
  - Segunda División (1): Álvaro Giménez (2018-19).
- Premios LFP:
  - Segunda División (6): Juego Limpio: Miguel Ángel Corona (2011-12). Mejor Portero: Esteban (2012-13). Mejor Delantero: Charles Dias (2012-13). Mejor jugador del mes (enero): Umar Sadiq (2020-21). Mejor jugador del mes (noviembre): Fernando Martínez (2021-22). Mejor jugador del mes (febrero): Umar Sadiq (2021-22)

### Trofeos amistosos
- Trofeo Memorial Juan Rojas (10): 1999, 2000, 2001, 2002, 2003, 2005, 2008, 2010, 2011 y 2024. 
  - Subcampeón del Trofeo Memorial Juan Rojas (2): 2004 y 2006.
- Trofeo Memorial Alfonso García Zapata (1): 2025 [121]
- Torneo Benéfico UCAM (1): 2014.
- Trofeo Festa d'Elx (2): 2012 y 2015.
  - Subcampeón del Trofeo Festa d'Elx (2): 2009 y 2018.
- Trofeo de Navidad (2): 2012[122] y 2013.[123]
- Trofeo Carabela de Plata (1): 2011.
  - Subcampeón del Trofeo Carabela de Plata (1): 1998.
- Trofeo del Olivo (1): 2003.
- Trofeo Villa de Nerja (1): 2007.
- Trofeo de la Vendimia (1): 2007.
- Trofeo Ciudad de Tarrasa (1): 2007.
- Trofeo Costa Brava (1): 2007.
- Trofeo Lagarto de Jaén (1): 2009.

## Organigrama extradeportivo
| Organigrama extradeportivo U.D. Almería 2021-2022 | Organigrama extradeportivo U.D. Almería 2021-2022 |
| ------------------------------------------------- | ------------------------------------------------- |
| Presidente                                        | Mohamed Al-Khereiji                               |
| Director general y Consejero delegado             | Mohamed El Assy                                   |
| Asistente de dirección                            | Manal Raydan                                      |
| Director de Operaciones                           | Mostafa Yalmaz                                    |
| Jefe de Administración                            | Antonio Alonso                                    |
| Jefe del área de administración                   | Juan Francisco Martínez Carvajal                  |
| Jefe de administración deportiva                  | Pedro Moreno Gómez                                |
| Departamento jurídico                             | Mariano Blanco Lao                                |
| Coordinador del primer equipo                     | Mohamed Adel                                      |
| Coordinador de la Academia                        | Agustín Sánchez                                   |
| Coordinador de los servicios médicos              | Diego Portugal Maziel                             |
| Director del área de seguridad                    | Manuel Martínez                                   |

## Afición y Peñas

### Abonados
La U.D. Almería alcanzó su máxima cifra de abonados en la temporada 2007-08 en Primera División, con un total de 15.000 abonos.
En esa misma temporada se registró la mejor entrada hasta el momento para un partido de la U.D. Almería en el Estadio de los Juegos Mediterráneos con un total de 23.300 espectadores, dato que se dio en el partido que enfrentó a la U.D. Almería y al Levante UD, en un duelo que acabaría ganado la U.D. Almería por 2 goles a 1
Sin embargo, tras la primera temporada, el número de abonados disminuyó progresivamente hasta unos 12.000 en la temporada 2008-09 y a unos 10 000 en la temporada 2009-10. En la siguiente temporada, la temporada 2010-11, se logró recuperar algunos abonados a pesar de la crisis, debido principalmente a la importante reducción del precio de los abonos respecto a los anteriores años en los que había sido excesivamente elevado, alcanzándose de tal modo una cifra cercana a los 11.000 abonados.
Posteriormente tras el descenso a Segunda División, en las siguientes dos temporadas se realizaron unos 8.000 abonos. El regreso de la U.D. Almería a Primera División en las temporadas 2013-14 y 2014-15, hizo que aumentara el número de los abonados hasta superar los 11.000. En las siguientes dos temporadas en Segunda División, en la temporadas 2015-16 y 2016-17, el número de abonados se consolidó, siendo superior a los 10 000
Actualmente, en la temporada 2019-20 en Segunda División, la U.D. Almería cuenta con 11.000 abonados.

### Peñas
La U.D. Almería cuenta a fecha 10 de diciembre de 2019 con 72 peñas oficiales registradas, sin contabilizar otras peñas o bares no registrados. De estas 72 peñas, una de ellas es "Orgullo Femenino", la cual es una peña oficial de la U.D. Almería Femenino, dicha peña es la primera de la historia del equipo femenino. Dicha peña está encuadrada dentro de la peña "Orgullo Almeriense", la cual es una de las peñas del primer equipo masculino.
Algunas de las peñas más antiguas y destacables de la U.D. Almería son las siguientes:
- Peña El Tomate. Una de las más antiguas del club aun vigente. Fundada en 1999.
- Peña Huercalense. Peña histórica del club nacida en Huércal Overa. Fundada en 2005.
- Peña Huevos Rojiblancos de Carboneras. Nacida en la barriada del Llano de Don Antonio, en Carboneras, posteriormente refundada con el nombre actual. Fundada en 2007.
- Peña Universitaria. Hermanada con la peñas barcelonistas "Balsareny Bages" y "Sant Fruitós de Bages". Fundada en 2007.
- Peña Sentimiento Rojiblanco. Creada por la unión de dos peñas importantes del club, la peña “Curva Sur” y la peña “El Cercado”. Fundada en 2009.
- Peña Milhojas. Con el paso del tiempo se ha ido convirtiendo en la peña más carismática del club, siendo además la peña más numerosa de la U.D. Almería con casi 300 socios. Fundada en 2009.

### Federación de Peñas
La U.D. Almería cuenta con una federación de peñas, la "Federación de Peñas de la U.D. Almería", la cual fue establecida el día 6 de agosto del año 2007. Su actual presidenta es Mónica Ruiz García, quien sustituyó en el cargo a José Manuel Lermos el día 28 de noviembre de 2019. A continuación se enumeran las personas que conforman la junta directiva de dicha federación:
- Presidenta: Mónica Ruiz García
- Vicepresidenta 1ª: Soledad Pozo
- Vicepresidente 2º: Baldomero Titos
- Secretario: Jesús García Alcalde
- Tesorero: Paco Sánchez
- Vice-tesorero: Francisco Luis Cayuela
- Vocales: Pedro Poyatos y Diego Ruiz López

### Grada Joven
La "Grada Joven" es el único grupo de animación de la U.D. Almería en el Estadio de los Juegos Mediterráneos. Dicho grupo ya contaba con alrededor de 600 aficionados en la temporada 2015-16.
Grada Joven está situada en los 2 sectores de Preferencia que se encuentran junto al Fondo Norte del Estadio de los Juegos Mediterráneos.
Destacan, sobre todo, por el gran ambiente que aportan, por la variedad de cánticos que utilizan y por el colorido que generan en el estadio. Cabe también mencionar la creación de tifos en numerosas ocasiones y múltiples pancartas de lo más variopintas.

## Rivales históricos

### El Poli Ejido y el derbi almeriense
Desde su primer encuentro oficial en 1993, la U.D. Almería y el Club Polideportivo Ejido mantuvieron una gran cordialidad deportiva e institucional como así se demostraba en encuentros donde no era raro ver a aficionados del Poli Ejido apoyando y animando al por aquel entonces Almería C.F. en partidos de vital importancia. Sin embargo, dicha relación iba a empezar a trocarse en una rivalidad importante a partir de una fecha importante: La jornada 42 de la temporada 2002-03 en segunda división. En dicha temporada, en la que en la última jornada de liga en segunda división se enfrentaban ambos clubes, la U.D. Almería, según los resultados, podía descender a 2.ªB, y por tanto necesitaba al menos un punto para salvarse matemáticamente, sin embargo el Poli Ejido, actualmente refundado como Club Deportivo El Ejido 2012, no lo iba a poner fácil a pesar de no tener nada en juego en esa jornada y estar salvado desde la anterior, y después una primera parte que podía cumplir con un guion de pacto entre hermanos, tras el descanso, el Polideportivo Ejido se desfondó en busca de una victoria innecesaria, y cerca estuvo de lograrla, ya que en el minuto 50 marcaría José Manuel Aira el 0-1 para Poli Ejido, sin embargo, uno de los jugadores más importantes, reconocidos y queridos de historia de la U.D. Almería, Paco Luna, logró marcar en el minuto 70 el definitivo 1-1 que llevaba la euforia al Estadio Municipal Juan Rojas. En aquel momento se desató una batalla de insultos y descalificaciones entre ambas aficiones. Al final del encuentro, el por aquel entonces presidente del Poli Ejido, hizo unas declaraciones que la afición rojiblanca aun no termina de olvidar: “Somos hermanos, pero no primos”.
En 14 enfrentamientos hasta la fecha, el Almería ha logrado 6 victorias 5 empates y 3 derrotas frente al Polideportivo Ejido.

### El Real Murcia, un rival histórico
Entre 2002 y 2013 se fraguó una bonita rivalidad entre la U.D. Almería y el Real Murcia, motivado en gran medida por los duelos importantes que protagonizaron entre 2005 y 2007 en sus luchas por el ascenso, un logró que a la postre conseguirían ambos equipos en la temporada 2006-07. Coprotagonizaron algunos de los partidos más emocionantes y vibrantes de la historia del fútbol almeriense. Destacando por el ambiente más que competitivo y respetuoso mostrado por ambas aficiones, algo que no impedía ver una gran atmósfera con un estadio lleno de cánticos entre aficiones, con mucho colorido y sobre todo, diversión. 
En 17 enfrentamientos hasta la fecha, el Almería ha logrado 10 victorias 2 empates y 5 derrotas frente al Real Murcia.

## Cantera

### UD Almería "B"
La Union Deportiva Almería "B" es el equipo filial de la U.D. Almería. Actualmente milita en el Grupo IX de la Tercera División de España, tras su paso por Segunda División B en la temporada 2018-19. Anteriormente había estado 2 temporadas consecutivas en Tercera División, antes aun había disfrutado de 6 temporadas consecutivas en Segunda B, desde la temporada 2009-10 hasta la 2015-16. Ascendió desde Tercera División en la temporada 2009-2010 gracias al descenso administrativo del CF Atlético Ciudad, abonándose los 700.000 euros que exigía la Real Federación Española de Fútbol por su plaza. En la presente temporada disputará su undécima campaña en Tercera División, con el claro objetivo del regreso a Segunda B. En la temporada 2012-13 fue el segundo mejor filial de España tras el Bilbao Athletic. Su mayor logro es una 3.ª posición en Segunda B en la temporada 2014-15, logrando clasificarse por primera vez en su historia para los playoffs de ascenso a Segunda División, cayendo derrotado en la primera eliminatoria ante el CD Guadalajara por el valor doble de los goles en campo contrario, (2-2 y 1-1)
Algunos de los jugadores más reconocibles que han pasado por el filial del Almería son: Aleix Vidal, Jonathan Zongo, Munir, Diego García Bravo, Ramón Azeez, Hicham Khaloua, Raúl García, Édgar Méndez, Joaquín Fernández, Antonio Puertas y Pervis Estupiñán entre otros, muchos de ellos llegando a jugar en Primera División e incluso en el mundial.
También cabe destacar algunos nombres propios que ejercieron de entrenador en el filial del conjunto indálico, tales como: Francisco Rodríguez, Miguel Rivera, Fran Fernández, Constantin Gâlcă y José María Salmerón entre otros.
Hasta la fecha, la Unión Deportiva Almería "B" ha disputado las siguientes temporadas:
- Temporadas en 1.ª: 0
- Temporadas en 2.ª: 0
- Temporadas en 2.ªB: 7
- Temporadas en 3.ª: 16

### UD Almería "C"
Durante dos temporadas existió y compitió la U.D. Almería "C". Su debut fue en la temporada 2006-2007 jugando en la Primera Provincial de Almería, acabando en primera posición y consiguiendo el ascenso a la Regional Preferente de Almería. En la siguiente temporada, la 2007-2008, en su debut en la Regional Preferente de Almería, logró acabar en una meritoria sexta posición, sin embargo desde la conclusión de dicha temporada en el año 2008 no ha vuelto a competir más. En el año 2014, la directiva del club se planteó volver a competir con el equipo sénior "C", sin embargo, no llegó a ocurrir, y a día de hoy no hay planes de recuperar a la U.D. Almería "C".

### Categorías base
Aparte de la U.D. Almería y de su filial la U.D. Almería B, el club cuenta a día de hoy con otros 12 equipos que forman la cantera del Almería. Dichos equipos se detallan a continuación así como la categoría en la que juegan:
- Juvenil A - División de Honor Juvenil.
- Juvenil B - Liga Nacional Juvenil.
- Cadete A - División de Honor Cadete.
- Cadete B - Primera Andaluza Cadete.
- Infantil A - Primera Andaluza Infantil.
- Infantil B - Segunda Andaluza Infantil.
- Alevín A - Segunda Andaluza Alevín.
- Alevín B - Tercera Andaluza Alevín.
- Benjamín A - Segunda Andaluza Benjamín.
- Benjamín B - Tercera Andaluza Benjamín.
- Prebenjamín A - Segunda Andaluza Prebenjamín.
- Prebenjamín B - Tercera Andaluza Prebenjamín.

Cabe destacar que todos estos equipos base del Almería militan en su máxima categoría respectiva.
El Juvenil consiguió el subcampeonato de Copa del Rey Juvenil en la temporada 2023.

## Evolución histórica del club
- 1989-90: 1.º de Regional Preferente (Almería)
- 1990-91: 3.º de Regional Preferente (Almería)
- 1991-92:  2º de Regional Preferente (Almería)
- 1992-93:  2º de Tercera División Grupo IX - Primera ronda de la Copa
- 1993-94: 11.º de Segunda División B Grupo IV - Treintaidosavos de la Copa
- 1994-95:  2º de Segunda División B Grupo IV - Sesentaicuatroavos de la Copa
- 1995-96: 16.º de Segunda División - Treintaidosavos de la Copa
- 1996-97:  17º de Segunda División - Treintaidosavos de la Copa
- 1997-98: 7.º de Segunda División B Grupo IV - Sesentaicuatroavos de la Copa
- 1998-99:  18º de Segunda División B Grupo IV - Treintaidosavos de la Copa
- 1999-00:  4º de Tercera División Grupo IX - Dieciseisavos de la Copa
- 2000-01: 11.º de Segunda División B Grupo IV - Sesentaicuatroavos de la Copa
- 2001-02:  3º de Segunda División B Grupo IV - Primera ronda de la Copa
- 2002-03: 18.º de Segunda División - Tercera ronda de la Copa
- 2003-04: 12.º de Segunda División - Tercera ronda de la Copa
- 2004-05: 14.º de Segunda División - Segunda ronda de la Copa
- 2005-06: 7.º de Segunda División - Segunda ronda de la Copa
- 2006-07:  2º de Segunda División - Tercera ronda de la Copa
- 2007-08: 8.º de Primera División - Dieciseisavos de la Copa
- 2008-09: 11.º de Primera División - Octavos de la Copa
- 2009-10: 13.º de Primera División - Dieciseisavos de la Copa
- 2010-11:  20º de Primera División - Semifinales de la Copa
- 2011-12: 7.º de Segunda División - Dieciseisavos de la Copa
- 2012-13:  3º de Segunda División - Dieciseisavos de la Copa
- 2013-14: 17.º de Primera División - Octavos de la Copa
- 2014-15:  19º de Primera División - Octavos de la Copa
- 2015-16: 18.º de Segunda División - Segunda ronda de la Copa
- 2016-17: 15.º de Segunda División - Segunda ronda de la Copa
- 2017-18: 18.º de Segunda División - Segunda ronda de la Copa
- 2018-19: 10.º de Segunda División - Dieciseisavos de la Copa
- 2019-20: 4° de Segunda División - Primera ronda de la Copa
- 2020-21: 4° de Segunda División - Cuartos de final de la Copa
- 2021-22: 1º de Segunda División -Dieciseisavos de la Copa
- 2022-23: 17° de Primera División -Primera ronda de la Copa
- 2023-24:  19° de Primera División -Segunda ronda de la Copa

Nota: En negrita, las temporadas que dieron lugar a un ascenso/descenso.